# Lünen
Lünen ist die einwohnerreichste Stadt des Kreises Unna im westlichen Westfalen im Regierungsbezirk Arnsberg. Lünen gehört dem Landschaftsverband Westfalen-Lippe sowie dem Regionalverband Ruhr an. Die ehemals kreisfreie Stadt mit ca. 88.000 Einwohnern ist ein Mittelzentrum, das durch seine Lage im nordöstlichen Ruhrgebiet und am südlichen Rand des Münsterlandes sowohl von industriellem als auch von ländlichem Einfluss geprägt ist. Lünen gehörte ab 1476 als sogenannte Beistadt dem mittelalterlichen Hansebund an und ist heute Mitglied im Hansebund der Neuzeit.

## Geographie

### Geographische Lage
Lünen liegt an der Grenze zwischen dem Münsterland und der Hellwegregion in der Westfälischen Bucht, 15 km nördlich der angrenzenden Stadt Dortmund. Im Westen grenzt die Stadt an Waltrop im Kreis Recklinghausen, im Norden schließen sich Selm und Werne an, im Osten grenzt Lünen an die Städte Bergkamen und Kamen. Die vier letztgenannten Städte sind wie Lünen Teil des Kreises Unna, der Mitglied im Regionalverband Ruhr ist. Lünen lässt sich daher zum Ruhrgebiet zählen; jedoch vor allem im Norden des Stadtgebietes (Altlünen) ist auch eine ländliche Prägung durch die direkte Nähe zum historischen Münsterland bemerkbar.
Neben dem Datteln-Hamm-Kanal (früher auch Lippe-Seiten-Kanal genannt), der im Süden der Stadt verläuft, prägt vor allem die direkt durch die Innenstadt fließende Lippe (Fluss des Jahres 2018/2019) das Stadtbild. Daneben fließt durch Teile Lünens das Flüsschen Seseke, welches nach vielen durchgeführten Fließkorrekturen, zuletzt 1934, nun südöstlich der Innenstadt in die Lippe mündet.
Noch heute verläuft die Grenze zwischen den römisch-katholischen Bistümern Münster (nördlich) und Paderborn (südlich) entlang der Lippe durch die Stadt.
In einigen Gebieten ist die Bebauung stark vom früheren Bergbau beeinflusst, weshalb in diesen Gebieten auch Bergschäden vorkommen. Dies ist besonders in den südlichen Teilen von Lünen der Fall.
An geringen Erhebungen gibt es den Buchenberg, den Wüstenknapp (der wüste Berg), gelegen in Lünen-Nord, und den Vogel(s)berg, gelegen in Nordlünen, welche heute nicht mehr als Hügel bzw. als Kuppe deutlich wahrgenommen werden, da sie stark verbaut worden sind.
51° 36′ 51″ nördlicher Breite 7° 31′ 19″ östlicher Länge, ist die geographische Lage Lünens, bezogen auf den Willy-Brandt-Platz (Marktplatz).

### Stadtgliederung

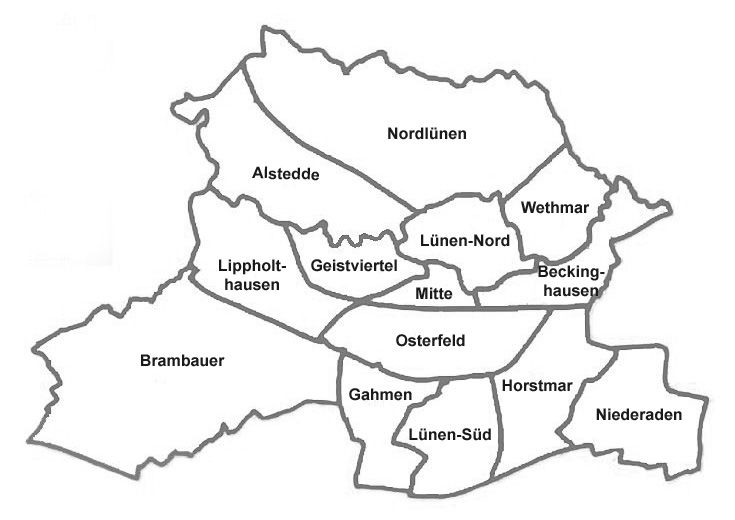
Die 14 statistischen Bezirke (Stadtteile) Lünens

Die Stadt Lünen ist, anders als andere Städte in Nordrhein-Westfalen, verwaltungsmäßig nicht in Ortschaften (Stadtteile), sondern in statistische Bezirke gegliedert, die jedoch zugleich die Funktion von Ortsteilen/Stadtteilen haben.
Das rasche Wachstum Lünens erforderte es, die Zahl der statistischen Bezirke mehrmals zu erhöhen; so besteht Lünen seit 2004 aus vierzehn statistischen Bezirken:
Lünen-Mitte, Geistviertel, Osterfeld, Lünen-Nord, Beckinghausen, Niederaden, Horstmar, Lünen-Süd, Gahmen, Brambauer, Lippholthausen, Alstedde, Nordlünen und Wethmar. Die letzteren drei (frühere Bauerschaften) bildeten bis 1974 die Gemeinde Altlünen im damaligen Kreis Lüdinghausen und Regierungsbezirk Münster.
Die historischen und gewachsenen Ortsteile entsprechen aufgrund der künstlichen Grenzen (Grenzverschiebungen) der statistischen Bezirke oft nicht mehr den früheren Gemeindegrenzen, was zu zahlreichen Anachronismen geführt hat. So hat z. B. der gewachsene Ortsteil Horstmar von seinem ursprünglichen Gemeindegebiet, in dem das Schloss Schwansbell und weite Teile darüber hinaus bis zur Lippe hin lagen, etwa ein Drittel Fläche an den neugeschaffenen statistischen Bezirk Osterfeld abgeben müssen. Der Eisenbahnabzweig Horstmar liegt nicht mehr in Horstmar, sondern im statistischen Bezirk Osterfeld; der Hof Schulz-Gahmen und der Gahmener Hofladen liegen nicht mehr in Gahmen, sondern im statistischen Bezirk Osterfeld; das Gut Alstedde (Hof Schulte-Witten) liegt nicht mehr in Alstedde, sondern im statistischen Bezirk Nordlünen; der Preußenhafen am Datteln-Hamm-Kanal, benannt nach der ehemaligen Zeche Preußen in Horstmar, liegt nicht mehr in Horstmar, sondern im statistischen Bezirk Lünen-Süd; der Fußballverein TuS Westfalia Wethmar e. V. spielt nicht mehr in Wethmar, sondern im statistischen Bezirk Nordlünen. Das trifft auch für den Kleingartenverein Wethmar zu. Und der früher in Nordlünen gelegene kath. Friedhof St. Marien liegt nun in Alstedde.

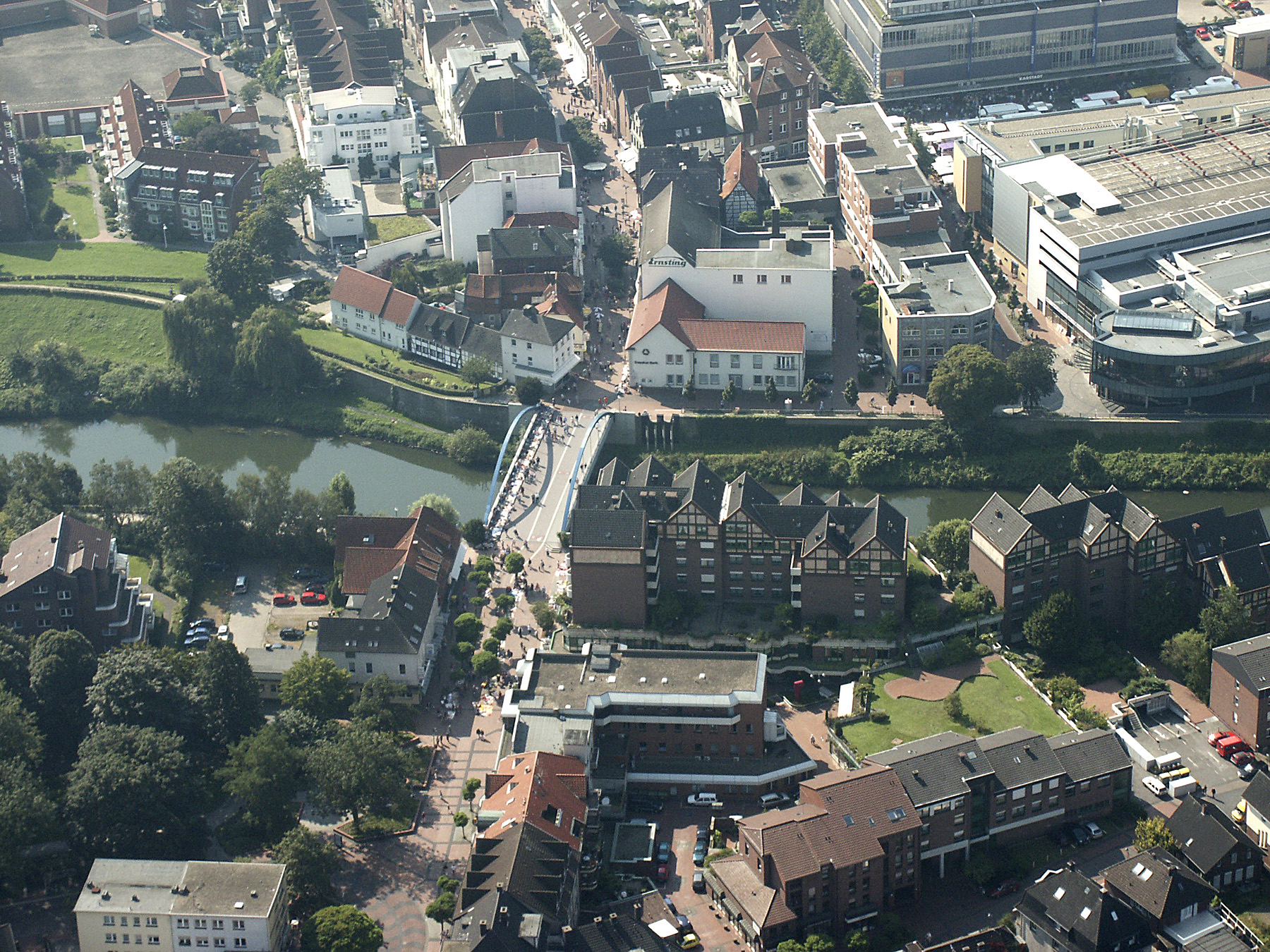
Innenstadt mit Lippebrücke (Übergang Lange Straße / Münsterstraße), Blick nach Süden

Die Zusammensetzung der Stadt aus mehreren großen Zentren (Brambauer, Süd, Altlünen und Mitte – diese jedoch nur etwa einen Quadratkilometer groß mit knapp 3000 Einwohnern), die zum großen Teil im Laufe der Zeit eingemeindet wurden, macht sich deutlich bemerkbar und lässt die Stadt kleiner erscheinen, als sie ist. Zudem unterscheiden sich die einzelnen Ortsteile zum Teil deutlich in Struktur und Lage (siehe auch den Abschnitt Einwohnerentwicklung).
So sehen manche Bewohner die jetzigen nördlichen Lüner Ortsteile Alstedde, Nordlünen und Wethmar, die bis Ende 1974 die selbstständige Gemeinde Altlünen im Amt Bork (Kreis Lüdinghausen) – früher im Regierungsbezirk Münster gelegen – bildeten und, da nördlich der Lippe, historisch zum angrenzenden Münsterland zählend, als eine nach Lokalkolorit „eigenständige Altgemeinde“ an, mithin noch nicht direkt zum Ruhrgebiet gehörend.
Diese Abgrenzung der drei nördlichen Ortsteile äußert sich auch darin, dass hier die für das Münsterland typische Backsteinbebauung überwiegt. Zudem befinden sich hier vergleichsweise wenige Zechenhäuser, hingegen jedoch viele gehobene Wohngegenden, wie insbesondere in Nordlünen mit vielen großzügigen Einfamilienhäusern und Villen.
Der „randständige“ südwestliche Ortsteil Brambauer hingegen liegt nicht nur geographisch „außerhalb“. In das lange Zeit vom Bergbau geprägte Brambauer kamen erst Arbeitssuchende aus den ehemaligen deutschen Ostgebieten und den Niederlanden, dann aus Italien und der Türkei und später wieder aus dem ehemaligen sog. Ostblock (Spätaussiedler). So ist die hier lebende Bevölkerung bunt gefächert.
Der Ortsteil Lünen-Süd, in der Struktur Brambauer ähnlich, hat sich allerdings, was die Einwohner angeht, etwas eigenständiger gehalten. Das Besondere hier ist die direkte Nähe zu Dortmund-Derne. Auf den Derner Zechen waren viele Lünen-Süder beschäftigt, da in Lünen-Süd keine eigene Zeche bestand. Eine Zeche gab es jedoch in den angrenzenden Ortsteilen Horstmar und Gahmen. Dies hatte über Jahrzehnte den Vorteil geringerer Emissionen in Lünen-Süd.

### Ehemalige Grenze zwischen Lünen und Altlünen
Bis 1974 war Altlünen (bestehend aus Alstedde, Nordlünen und Wethmar) eine selbstständige Gemeinde im Amt Bork, Kreis Lüdinghausen, Regierungsbezirk Münster. Die damalige Grenze zwischen Lünen und Altlünen und somit zwischen dem Regierungsbezirk Arnsberg und dem Regierungsbezirk Münster verlief die Lippe und dem mittlerweile vollständig verrohrten, in die Lippe mündenden Wevelsbach entlang. Eine Ausnahme hiervon ist die Schlossallee im Lüner Ortsteil Lippholthausen, die über die Lippe hinweg zum mittlerweile abgerissenen Haus Buddenburg führt, das mit seiner unmittelbaren Umgebung nicht zu Altlünen gehörte.
Der dem Lauf des Wevelsbaches (früher: Wibelsbach genannt) folgende Grenzverlauf ab der Mündung in die Lippe ist wie folgt: Etwa 200 m vor der jetzigen Brücke der Konrad-Adenauer-Straße führt die Grenze zwischen Lünen und Altlünen von Westen kommend von der Lippe nach Norden, überquert kurz vor der Einmündung der Straße In den Erlen die Borker Straße, anschließend die Bahnlinie Dortmund–Gronau, die Döttelbeckstraße und die Straße Am Katzbach. Als Nächstes verläuft sie südlich der Straßen Am Mispelbohm, Löwen-Köster-Straße und Friedrich-Wilhelm-Weber-Straße bis zur Grenzstraße (sog. Schwarzer Sommerweg). Diese überquert sie und führt in Richtung Süden weiter hinter der östlichen Bebauung der Grenzstraße, überquert die Bahnlinie Dortmund–Münster und die Münsterstraße direkt vor der Abzweigung der Dorfstraße. Anschließend folgt sie dem Rand der östlichen Bebauung der Straße Krummer Weg, um schließlich die Zwolle-Allee querend und in östlicher Richtung verlaufend den Lippebogen südlich der ehemaligen Westfalia-Hütte zu erreichen und weiter östlich dem Verlauf der Lippe folgend bis zur Grenze zu Werne und Heil.

### Klima
Generell ist das Klima in Lünen eher atlantisch als kontinental geprägt. Da Lünen am Rand des Ruhrgebietes liegt, zeigen sich in Lünen einige typische klimatische Merkmale dicht besiedelter Räume. Die Niederschlagsmenge im langjährigen Mittel beträgt 700–730 mm. Regenreichster Monat ist der Juli, am wenigsten Niederschlag fällt im Februar. Durchschnittlich 21 Tage im Jahr haben eine höhere Tageshöchsttemperatur als 25 °C, 45 Tage im Jahr eine niedrigere Tagestiefsttemperatur als 0 °C. Die Jahresmitteltemperatur beträgt knapp 10 °C, die durchschnittliche Sonnenscheindauer pro Jahr fast 1500 Stunden.

## Geschichte

### Mittelalter
Um Christi Geburt unterhielten römische Truppen im Gebiet des heutigen Ortsteils Beckinghausen das Uferlager für das Legionslager im angrenzenden Oberaden (siehe Germania magna). Fränkische und sächsische Grabanlagen in Wethmar belegen frühmittelalterliche Siedlungen. Um 880/890 wird Lünen im Heberegister des Benediktinerklosters Werden an der Ruhr erstmals erwähnt. Das Werdener Urbar nennt viele Orte und Bauerschaften im westfälischen Raum zum ersten Mal. Für Lünen/Luynen, auch Leunen, sind dies die vier nördlich der Lippe gelegenen Bauerschaften Alstedde (Alstedi), Wethmar (Wetmeri), Nordlünen (Nordliunon) und Südlünen (Sudliunon). Liunon bedeutet Anhöhe/Schutz (vor dem Hochwasser der Lippe).
Die Lippe zwischen Lippstadt und Lünen bildete die Südgrenze des früheren Dreingaus.
Aufgrund seiner Lage an einem Lippeübergang einer bedeutenden Fernhandelsstraße (vom Niederrhein bis zur Nord- und Ostsee) entwickelte sich Südlünen zum Kirchdorf Lünen. Um 1018 entstand der erste Steinbau der St.-Marien-Kirche. Am Anfang des 13. Jahrhunderts diente Lünen mehrmals als Versammlungsort der westfälischen Landesherren. Um 1215 erhielt der Ort eine Befestigung (Wall, Graben). In der zweiten Hälfte des 13. Jahrhunderts besaß Lünen (am Nordufer der Lippe) bereits den Status einer Stadt (1279 „oppidum“), als Ort im Hochstift Münster.

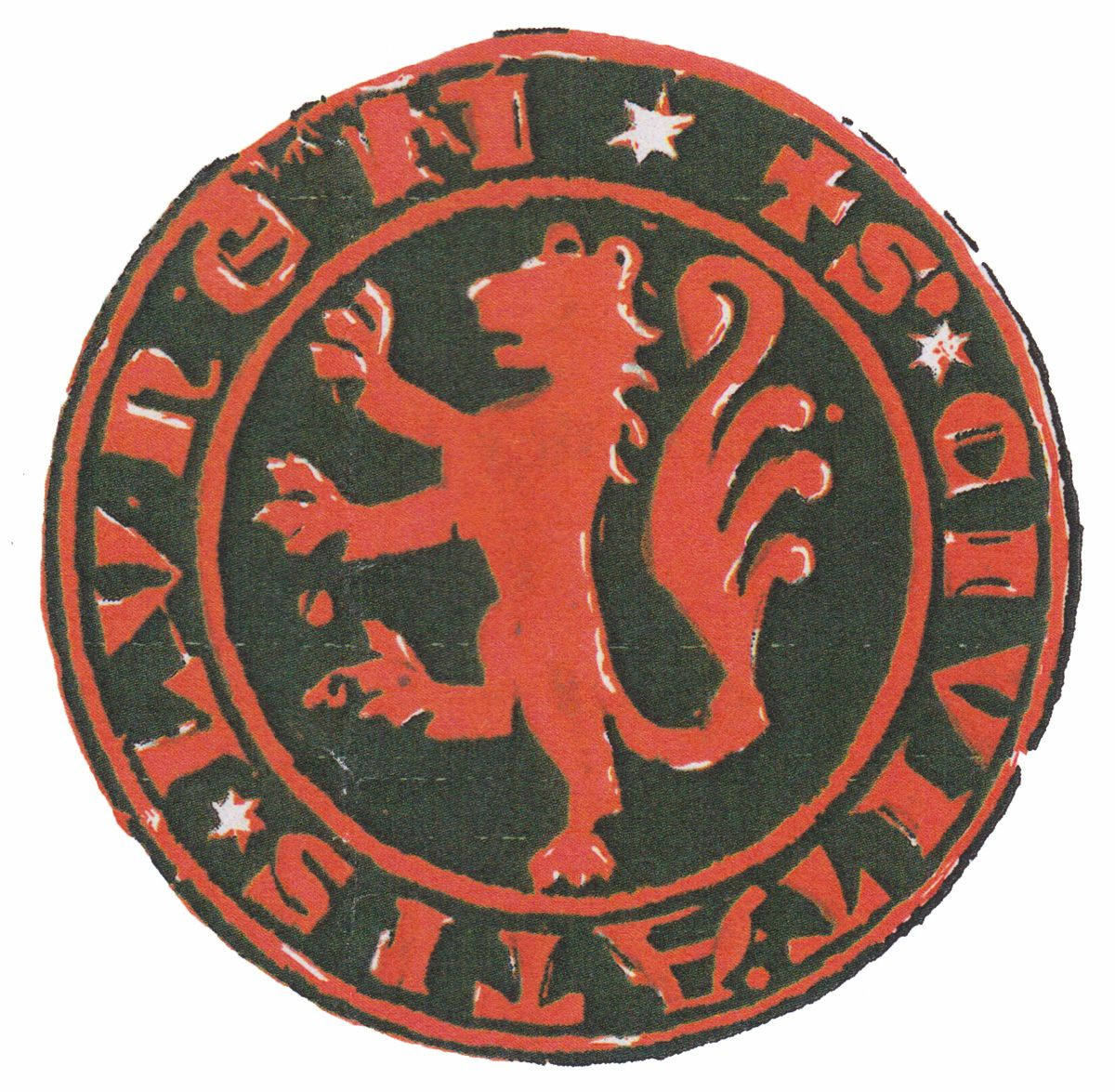
Ältestes Stadtsiegel von Lünen, um 1320

Um 1300 wurde die St.-Marien-Kirche nach ihrer Zerstörung 1254 infolge der Schlacht bei Brechten als frühgotische Hallenkirche neu errichtet. Kurz vor 1300 (1288?) gelangte Lünen in den Machtbereich des Grafen Eberhard von der Mark (nicht 1302 durch Verpfändung, wie lange Zeit vermutet wurde). 1336 verlegte Eberhards Nachfolger, Adolf II. (von der Mark), Lünen aus politischen und militärischen Gründen vom Nordufer auf das Südufer der Lippe. Am 4. Juli 1341 verlieh er der Stadt mit dem sogenannten Freiheitsbrief oder Rechtsbrief das (märkische) Stadtrecht. Dessen Regest lautet:

„Graf Adolf II. von der Mark erteilt dem Wikbold Lünen die Stadtrechte: Leistung einer Herdsteuer, Befreiung von der Vemegerichtsbarkeit, Erteilung der städtischen Freiheit, freie Ratswahl, Grundsätze des Rechts und Eigentums, Art und Höhe von Strafgeldern, Schutz für Reisende, Gewährung von zwei Markttagen und einem Jahrmarkt, Regelung der Erbfolge und des Beddemunds, Zusage der Privilegien und Rechte auch an die in Lünen wohnenden Cappenberger Hörige.“

Im Jahr 1366 wurde die Lüner St.-Georgs-Kirche als Filialkirche im Pfarrbezirk Brechten fertiggestellt. Erst 1627 wurde die Kirche von der Brechtener Mutterkirche gelöst. Nördlich der Lippe, im Umfeld der St.-Marien-Kirche, verblieben nur wenige Bewohner, die unter anderem vom Wallfahrtsverkehr zum Gnadenbild in der Kirche lebten. Das Gnadenbild Unserer Lieben Frau von Lünen-Alt ist das älteste erhaltene Gnadenbild des Bistums Münster. Eine Besonderheit ist, dass sich die Wallfahrt bereits im Mittelalter nachweisen lässt. Somit ist die St.-Marien-Kirche der älteste Marienwallfahrtsort im Bistum Münster. Die Wallfahrt hatte eine große Bedeutung für die Entwicklung des frühen Lünens.

### Frühe Neuzeit
Anfang des 16. Jahrhunderts schrieb der Lüner Chronist, Pfarrer Georg Spormecker, über Lünen:

„Die Stadt Lünen liegt in einer herrlichen Gegend zwischen zwei klaren, lieblichen Flüssen rechts und links, der Lippe und der Seseke …“

Ein Großbrand am 6. November 1512 zerstörte nahezu alle Gebäude der Stadt. An den Pfingsttagen des Jahres 1520 brach wieder eine schwere Hochwasserkatastrophe über das Land und Lünen herein, die unermesslichen Schaden anrichtete. Die Befestigungen der Flussufer brachen, und man konnte überall auf den Wiesen und Weiden die Fische mit der Hand fangen.
Der Chronist Johann Dietrich von Steinen (1699–1759) schrieb:

„Im Jahre 1550 d. 13 März wurde durch einen Zimmerknecht, Gert Balcke, die Stadt angezündet, da 107 Häuser verbrannten. Der Thäter wurde gefangen, durch alle Strassen geschleppet, in Stükke zerhauen und an 4 Orten der Stadt aufgehangen, der Kopf aber auf die Steinpforte gestecket.“

Im Jahre 1526 wurde Lünen nach Ostern von einer schweren Pestepidemie heimgesucht. Zahlreiche Bürger fielen dieser Seuche zum Opfer.
Eine Zollliste aus den Jahren 1573 und 1574 dokumentiert die Bedeutung der Lage Lünens an einem wichtigen Handelsweg, der von Norddeutschland über Osnabrück, Münster, Lüdinghausen, Lünen und Dortmund nach Köln führte. Auf ihm wurden Vieh, besonders Rinder, und Handelswaren, darunter Bier, Käse, Wein, Eisen, Kohle und Kalk, durch Lünen transportiert. Der Stadt gelang es, bis 1598 alle Feinde zurückzuhalten. Erst eine neue Waffe, die Kanone, war den alten Verteidigungsanlagen überlegen, so dass die Lüner spanische Soldaten während des Spanisch-Niederländischen Krieges einlassen mussten.
1609 gelangte Lünen unter Johann Sigismund von Hohenzollern in den Machtbereich der Kurfürsten von Brandenburg. Lünen wurde der Sitz eines das Amtes in der Grafschaft Mark (siehe die Topografische Karte der Grafschaft Mark). Im Laufe des Dreißigjährigen Krieges wurde Lünen mehrfach militärisch besetzt. Ein besonders schlimmes Jahr war 1634, als Lünen fünf verschiedene Besatzungen erleiden musste. Die Befestigungsanlagen wurden in diesem Krieg zweimal geschleift und wieder aufgebaut.
1647 schrieb Matthäus Merian in der Topographia Westphaliae:

„Lünen ligt an der Lippe/nahend Werne/und ist ein fürnehmer Paß uber den Lippstrom ins Stifft Münster. Man rechnet von hinnen nur eine grosse Meil nach Dortmund/wird unter die Ort der Graffschafft Marck gerechnet. Ist ein kleines Stättlein/so in diesem Krieg von beyden Partheyen viel außgestanden/und haben solches ein weil die Keyserisch- unnd Ligistische; eine weil die Schwedisch- und Lüneburgische Unierte / erobert. Aber Anno 1637 haben die Hessischen es vergebens angegriffen.“

1719 lebten 1238 Menschen in Lünen, vor allem Handwerker, Kaufleute und Arbeiter, die nebenberuflich auch in der Landwirtschaft tätig waren (Ackerbürger). Im Siebenjährigen Krieg lag Lünen lange Zeit in einer Kampfzone, so dass die Stadt durch ständige Einquartierungen völlig verarmte. In den Jahren 1753 und 1755 besuchte König Friedrich der Große die Stadt. Die Einwohner jubelten ihm zu. 1759 wurde die Stadtmauer bis auf die Türme geschleift. 1765 lebten in Lünen nur noch 972 Menschen.

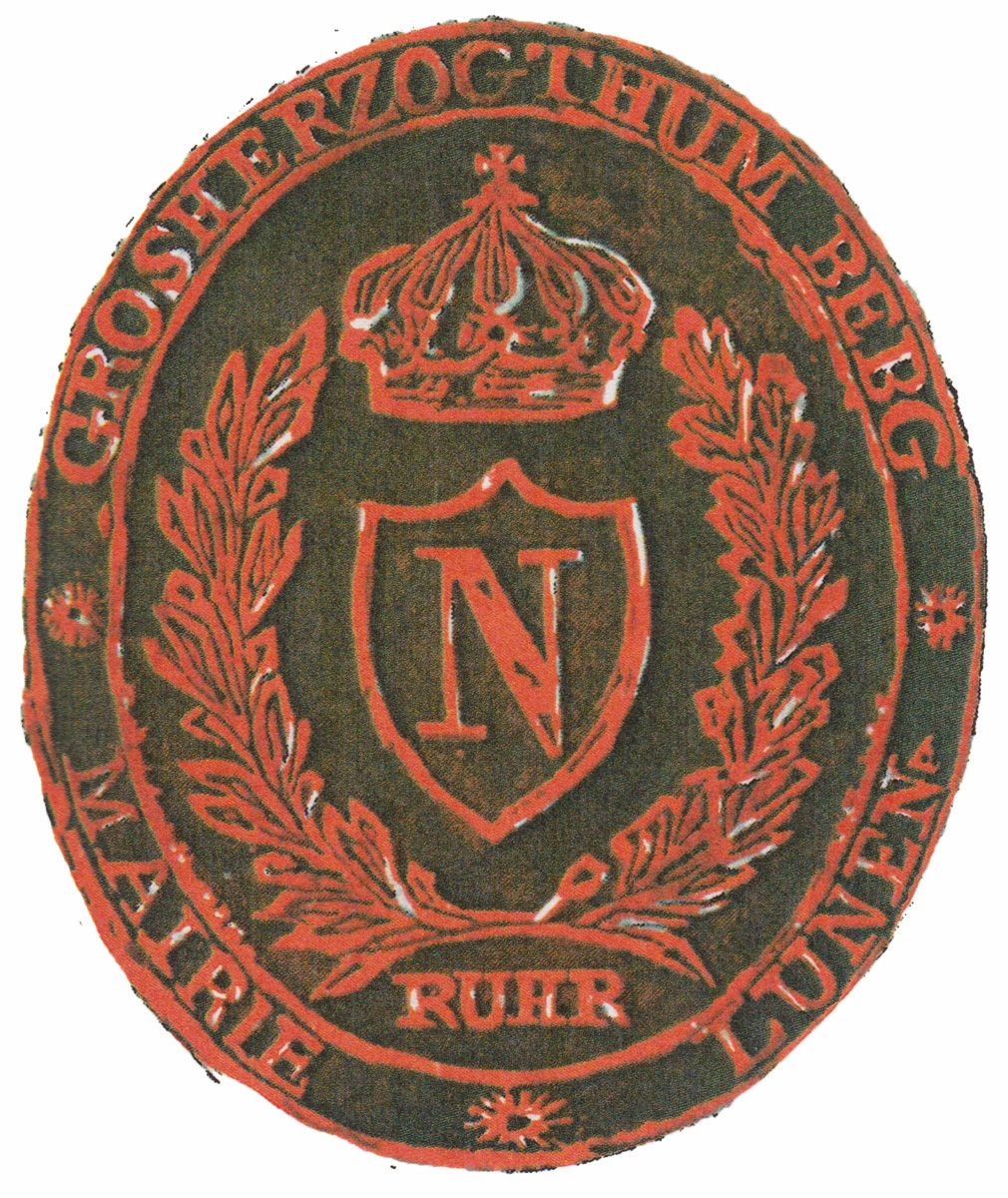
Siegel der Mairie Lünen (um 1813) während der napoleonischen Zeit mit Napoleon-Emblem

### 19. Jahrhundert
Die Stadt Lünen bildete an der langen Postroute von Holland, Brabant über Kleve nach Magdeburg und Berlin eine bedeutende Station; denn der Brief- und Paketverkehr der reitenden und fahrenden Post, auch aus der Grafschaft Mark, lief über Lünen. Der Dichter Heinrich von Kleist bewarb sich im Sommer 1808 auf die freigewordene Stelle eines Postdirektors in Lünen. Als 1807 nach dem Frieden von Tilsit der Preußenkönig die westfälische Provinz an den Sieger abtreten musste, wurde die Grafschaft Mark – und damit auch Lünen – dem Großherzogtum Berg zugeschlagen. In dieser (kurzen) „Franzosenzeit“ war die Stadt der Sitz einer Mairie.
1822 wurde eine neue „Kunststraßenverbindung“ zwischen Lünen und Dortmund fertiggestellt, 1823 zwischen Lünen und Werne. Dank der Lippeschifffahrt erlangte Lünen im frühen 19. Jahrhundert als Umschlagplatz zeitweise überregionale Bedeutung. Seit der Mitte des 19. Jahrhunderts galt Lünen als die „Hafenstadt“ für Dortmund. Aufgrund des Lüner Kanalhafens wurde auf Frachtscheinen angegeben: „Dortmund bei Lünen“ – statt (wie heute noch manchmal) „Lünen bei Dortmund“. 1826 entstand in Altlünen-Wethmar die Gewerkschaft Eisenhütte Westfalia als erstes großes Industrieunternehmen im Lüner Raum. 1838 erhielt Lünen einen Getreide- und Gemüsemarkt, der jeden Dienstag stattfand. 1847 schreibt der Geograph J.G.Fr. Cannabich im Lehrbuch der Geographie:

„Lünen, St. am Einflusse der Sesike in die Lippe, hat 2250 E., die viele blecherne Dosen und Nägel verfertigen.“

1874 wurde Lünen amtsfrei. 1875 ging die Eisenbahnstrecke Dortmund–Gronau in Betrieb. 1896 wurde der Neubau der St.-Marien-Kirche geweiht.

### 20. und 21. Jahrhundert
Im Ersten Weltkrieg waren aus Lünen über 1000 Gefallene zu beklagen. Am 1. Juli 1914 schloss sich Lippholthausen Lünen an, am 1. Oktober 1923 vergrößerte sich Lünen um die Landgemeinden Gahmen, Horstmar und Beckinghausen.
Vom 24. Januar 1923 bis zum September 1924 waren in Lünen südlich der Lippe im Zuge der Ruhrbesetzung französische Truppen unter dem Kommando des Majors Ronforts stationiert. An den Lippebrücken, unter anderem an der Langen Straße, waren Grenzübergänge mit Passkontrollen eingerichtet.
Mit Wirkung zum 1. April 1928 wurde durch das Gesetz über die weitere Neuregelung der kommunalen Grenzen im westfälischen Industriebezirk die bisherige Gemeinde Brambauer eingemeindet. Gleichzeitig wurde Lünen aus dem Landkreis Dortmund ausgegliedert und somit kreisfrei. Im selben Jahr ging die Bahnstrecke Preußen–(Lünen)–Münster in Betrieb.
1930 lebten in Lünen noch 218 Menschen jüdischen Glaubens. Während der Novemberpogrome 1938 wurden drei Juden ermordet, ein weiterer erlag später seinen schweren Verletzungen. Zu ihrem Gedächtnis wurde 1993 an der Lippebrücke, Lange Straße/Münsterstraße ein Mahnmal errichtet (siehe Liste der Stolpersteine in Lünen, Jüdischer Friedhof Lünen und Synagoge (Lünen)). In den Jahren von 1940 bis 1945, während des Zweiten Weltkriegs, töteten Brand- und Sprengbomben 287 Bewohner und zerstörten über 2600 Häuser (Ausgebombte wurden bis nach Cammin in Pommern evakuiert); 1083 Gefallene aus Lünen sind zu beklagen. Gegen Ende des Krieges wurde die Lippebrücke in der Innenstadt von deutschen Pionieren gesprengt.
Am 17. Dezember 1946 war der Neubeginn der in Lünen einstweilig untergebrachten Pädagogischen Akademie Dortmund (heute Pädagogische Hochschule) unter Leitung des Rektors Emil Figge.
In den 1960er und 1970er Jahren mussten, im Geiste der Zeit, viele erhaltungswürdige Gebäude in der Innenstadt (südlich der Lippe) großen Bauvorhaben wie dem neuen Rathaus und später dem ehemaligen Kaufhaus Hertie – inzwischen zu einem Wohn- und Geschäftshaus umgebaut – weichen. Viele Fassaden wurden nach der Entfernung des Stucks und sonstiger Verzierungen ohne Fassadenrelief verputzt. Dennoch wurden in dieser Zeit auch einige interessante und sehenswerte Bauten errichtet. So ist die Stadt von starken Kontrasten geprägt, so dass man vom Willy-Brandt-Platz (Stadtmitte) mit Rathochhaus, technischem Rathaus und neuem Cineworld-Kino in nur ein paar Minuten die alten Straßen und Wege der Innenstadt mit ihren teilweise unter Denkmalschutz stehenden Fachwerkhäusern erreicht.
Zwischen 1954 und 1960 entstanden das inzwischen abgerissene Lüner Hallenbad, das Heinz-Hilpert-Theater, das Geschwister-Scholl-Gymnasium (heute Gesamtschule) und das neue Rathaus. Am 1. Januar 1968 kam Niederaden zu Lünen. Im Zuge der Gemeinde- und Kreisgebietsreform schlossen sich mit Wirkung vom 1. Januar 1975 Lünen und Altlünen zusammen. Zugleich wurde Lünen Teil des Kreises Unna. 1996 fand in Lünen (Horstmar) die nordrhein-westfälische Landesgartenschau (LaGaLü) statt. Seit Anfang des 21. Jahrhunderts führt durch Lünen der Jakobsweg (Weg 1 durch Westfalen).
Im Jahre 2016 beging Lünen die 675-Jahr-Feier. Das – umstrittene – Motto lautete: „Je oller, je doller!“

### Eingemeindungen
- 1. Juli 1914: Lippholthausen[9]
- 1. Oktober 1923: Beckinghausen, Gahmen und Horstmar[9]
- 1. April 1928: Brambauer und ein Teil von Derne[9]
- 1. Januar 1968: Niederaden[10]
- 1. Januar 1975: Altlünen (mit den Ortsteilen Alstedde, Nordlünen und Wethmar)[11]

### Religionen
Historisch gehörte das Gebiet der nördlich der Lippe liegenden früheren Gemeinde Altlünen zum katholischen Hochstift Münster, während das Gebiet südlich der Lippe mit der Reformation evangelisch wurde; eine Sonderstellung hatte das ebenfalls nördlich der Lippe liegende, jedoch wie das übrige Lünen zur Grafschaft Mark gehörende Gebiet um die Marienkirche, die seit dem Mittelalter ununterbrochen katholisch blieb. In der Kaiserzeit zogen viele polnischsprachige Arbeitnehmer aus der Provinz Posen zu, die fast ausnahmslos katholisch waren. Nach dem Zweiten Weltkrieg kamen viele überwiegend evangelische, aber auch katholische Zuwanderer aus den früheren deutschen Ostgebieten (Ostpreußen, Schlesien u. a.) nach Lünen. Es existieren weiterhin Gemeinden anderer christlicher Konfessionen wie auch muslimische Moscheegemeinden. Die 1811 errichtete Synagoge überstand die Novemberpogrome 1938 leicht beschädigt und wurde während Bombenangriffen im Zweiten Weltkrieg völlig zerstört.
Die nördlich der Lippe liegende katholische Kirchengemeinde St. Marien (mit den Teilgemeinden St. Marien, St. Gottfried, St. Norbert und St. Ludger) gehört zum Bistum Münster; die katholischen Gemeinden südlich der Lippe gehören zum Erzbistum Paderborn. Bis 2009 gab es in Lünen einen Konvent der Franziskanerinnen von St. Mauritz in Münster. Die Ordensschwestern waren 144 Jahre lang in der Krankenpflege und -seelsorge des St.-Marien-Hospitals in Lünen tätig.

### Konfessionsstatistik
Gemäß dem Zensus 2011 waren 32,5 % der Einwohner evangelisch, 34,1 % römisch-katholisch und 33,5 % waren konfessionslos, gehörten einer anderen Glaubensgemeinschaft an oder machten keine Angabe. Die Zahl der Protestanten und Katholiken ist seitdem gesunken. Ende 2021 waren von den Einwohnern 26,1 % evangelische Christen, 28,7 % Katholiken und 45,2 % waren konfessionslos oder hatten eine sonstige Konfession.

## Demographie

### Einwohnerentwicklung
1719 lebten in Lünen 1.238 Menschen. Bis in das 19. Jahrhundert stieg die Einwohnerzahl nur langsam. Durch die Industrialisierung im 20. Jahrhundert, aber auch durch viele Eingemeindungen, wuchs die Bevölkerung der Stadt sehr schnell. Lebten 1890 erst 4.500 Menschen in Lünen, so waren es 1939 – überwiegend durch Eingemeindung umliegender Ortschaften – bereits 46.000. Nach dem Zweiten Weltkrieg wuchs die Stadt durch Zuzug von Flüchtlingen und Vertriebenen auf rd. 61.000 Einwohner. Mit der Eingemeindung von Altlünen (15.500 Einwohner 1974) wuchs die Einwohnerzahl von 70.000 im Jahr 1974 auf 85.500 am 1. Januar 1975. Während die Einwohnerzahl für „Gesamt-Lünen“ im Zeitraum 1975–2019 nahezu unverändert bei rund 86.000 geblieben ist, hat sie im Ortsteil Altlünen (bestehend aus Alstedde, Nordlünen und Wethmar) im gleichen Zeitraum infolge intensiver Bebauung um fast 6.000 (von 15.500 auf 21.400) zugenommen (mithin plus 35 %); folglich ist die Einwohnerzahl im früheren (Stamm-)Lünen um ebenfalls etwa 6.000 Einwohner (von 70.000 auf 64.000) zurückgegangen (minus ca. 10 %). Das lässt auf eine überdurchschnittliche Attraktivität des (Alt-)Ortsteils Altlünen als Wohngebiet schließen.
Am 30. Juni 2005 betrug die „Amtliche Einwohnerzahl“ für Lünen nach Fortschreibung des Landesamtes für Datenverarbeitung und Statistik Nordrhein-Westfalen 90.381 (nur Hauptwohnsitze und nach Abgleich mit den anderen Landesämtern). Es waren etwa 46.000 weiblich (51 Prozent) und 44.000 männlich (49 Prozent). Der Ausländeranteil lag bei rund zehn Prozent. Laut der Landesdatenbank NRW lebten Ende 2011 in Lünen noch 87.061 Einwohner (Rückgang gegenüber 2005: ca. 3,7 %). Lünen steht auf dem 96. Platz der hundert größten Städte in Deutschland (Stand: 31. Dezember 2019). Während in vielen mittleren Großstädten des Ruhrgebietes (z. B. Remscheid, Hagen oder Gelsenkirchen) der prozentuale Rückgang der Einwohner zwischen 1990 und 2018 deutlich mehr als zehn Prozent betrug, ist in Lünen die Einwohnerzahl in diesem Zeitraum nicht zurückgegangen, sondern konstant geblieben.
Die Bertelsmann-Stiftung geht in ihrer Prognose aus 2009 von einem Bevölkerungsrückgang bis zum Jahr 2030 von etwa 87.000 (2009) auf rd. 76.500 (2030) aus. Das entspricht einem prozentualen Rückgang von ca. 13 %.
Das IT.NRW prognostiziert in seiner Studie von 2011 für 2030 eine Einwohnerzahl von 81.900, gut 5.000 Einwohner mehr als Bertelsmann. Von 2009/2011 bis 2021 ist die Bevölkerungszahl jedoch relativ stabil geblieben.
Einhergehend mit dem prognostizierten Einwohnerrückgang bis 2030 soll sich auch der Anteil der Einwohner über 75 Jahren deutlich verändern. Zurzeit (2015) ist jeder zehnte Bürger Lünens 75 Jahre und älter, 2030 soll es – konstante Einwohnerzahl vorausgesetzt – nach den Prognosen jeder fünfte Bürger sein, was etwa 16.000 Einwohnern über 75 Jahre entsprechen würde.
Die folgende Übersicht zeigt die Einwohnerzahlen nach dem jeweiligen Gebietsstand. Bei 1719 handelt es sich um eine Schätzung, danach um Volkszählungsergebnisse (¹) oder amtliche Fortschreibungen des Statistischen Landesamtes. Die Angaben beziehen sich ab 1871 auf die „Ortsanwesende Bevölkerung“, ab 1925 auf die Wohnbevölkerung und seit 1987 auf die „Bevölkerung am Ort der Hauptwohnung“. Vor 1871 wurde die Einwohnerzahl nach uneinheitlichen Erhebungsverfahren ermittelt.
| Jahr  | Einwohner |
| ----- | --------- |
| 1719  | 01.238    |
| 1840¹ | 02.117    |
| 1855¹ | 02.651    |
| 1871¹ | 03.000    |
| 1885¹ | 03.907    |
| 1890¹ | 04.500    |
| 1900¹ | 09.000    |
| 1905¹ | 08.800    |
| 1910¹ | 10.530    |
| 1916¹ | 15.155    |
| 1917¹ | 15.156    |
| 1919¹ | 16.800    |

| Jahr  | Einwohner |
| ----- | --------- |
| 1925¹ | 23.835    |
| 1933¹ | 45.617    |
| 1939¹ | 46.310    |
| 1945² | 46.157    |
| 1946¹ | 51.989    |
| 1950¹ | 61.305    |
| 1956¹ | 68.371    |
| 1961¹ | 72.171    |
| 1965² | 73.139    |
| 1970¹ | 71.658    |
| 1974² | 70.457    |
| 1975² | 85.685    |

| Jahr  | Einwohner |
| ----- | --------- |
| 1980  | 85.872    |
| 1985  | 84.532    |
| 1987¹ | 84.664    |
| 1990  | 87.845    |
| 1995  | 91.592    |
| 2000  | 92.017    |
| 2005  | 90.022    |
| 2007  | 88.832    |
| 2008  | 88.297    |
| 2009  | 87.783    |
| 2010  | 87.530    |
| 2011  | 85.554    |

| Jahr | Einwohner |
| ---- | --------- |
| 2012 | 84.798    |
| 2013 | 84.775    |
| 2014 | 84.783    |
| 2015 | 85.867    |
| 2016 | 86.274    |
| 2017 | 86.465    |
| 2018 | 86.449    |
| 2019 | 86.348    |
| 2021 | 87.584    |
| 2022 | 86.868    |

¹ Volkszählungsergebnis

² Amtlich anlässlich der Volkszählung festgestellte Zahl: 1974 für Lünen in den damaligen Grenzen, 1975 einschließlich des am 1. Januar 1975 eingemeindeten Altlünen.

### Einwohnerstatistik
Nach den statistischen Daten des Demographie-, des Integrations- sowie des Sozialberichts, welche vom Wegweiser Kommune veröffentlicht wurden, ergeben sich für Lünen folgende Werte:
- Bevölkerungsanteil der unter 18-Jährigen: 17,6 % (Stand: 2022)
- Bevölkerungsanteil der mindestens 65-Jährigen: 22,3 % (Stand: 2022)
- Ausländeranteil: 16,7 % (Stand: 2022)
- Arbeitslosenanteil (im Verhältnis zu den sozialversicherungspflichtig Beschäftigten): 11,9 % (Stand: 2022)

## Politik

### Stadtrat

#### Ergebnisse der Kommunalwahlen 2020 in Lünen
Die Sitze im Stadtrat verteilen sich nach dem Ergebnis der Kommunalwahl 2020 folgendermaßen auf die einzelnen Parteien:
| Partei | Stimmen 2020 | % 2020 | % 2014 | +/– | Sitze 2020 | Sitze 2014 | +/– |
| --- | --- | --- | --- | --- | --- | --- | --- |
| SPD | 9.066 | 33,9 % | 40,9 % | −7,0 % | 19 | 22 | −3 |
| CDU | 5.895 | 22,1 % | 24,5 % | −2,4 % | 12 | 13 | −1 |
| GFL | 3.835 | 14,4 % | 15,5 % | −1,1 % | 08 | 09 | −1 |
| Bündnis 90/Die Grünen | 3.690 | 13,8 % | 07,4 % | +6,4 % | 08 | 04 | +4 |
| AfD | 1.816 | 06,8 % | 00,0 % | +6,8 % | 04 | 01 | +3 |
| FDP | 0.922 | 03,5 % | 02,8 % | +0,7 % | 02 | 02 | ±0 |
| Die LINKE | 0.846 | 03,2 % | 04,1 % | −0,9 % | 02 | 02 | ±0 |
| FW Lünen | 0.501 | 01,9 % | 01,8 % | +0,1 % | 01 | 01 | ±0 |
| Fohrmeister, Hans-Georg | 0.085 | 00,3 % | 00,0 % | +0,3 % | 0 | 0 | ±0 |
| Rosenkranz, Helmut | 0.055 | 00,2 % | 00,0 % | +0,2 % | 0 | 0 | ±0 |
| God, Dieter | 0.019 | 00,1 % | 00,0 % | +0,1 % | 0 | 0 | ±0 |
| Gültige Stimmen | 26.7300 | | | | | | |
| Ungültige Stimmen | 0.480 | | | | | | |
| Stimmen insgesamt / Sitze | 27.2100 | | | | 56 | 54 | +2 |
| Wahlberechtigte / Wahlbeteiligung | 66.2910 | 41,1 % | 44,5 % | −3,4 % | | | |
| Ratswahl 13.09.2020 LünenWahlbeteiligung: 41,1 % 403020100 33,9 %22,1 %14,4 %13,8 %6,8 %3,5 %3,2 %1,9 %0,3 %0,2 %0,1 % SPDCDUGFLcGrüneAfDFDPLinkeFWhSonst.iSonst.jSonst.kGewinne und Verlusteim Vergleich zu 2014 %p 8 6 4 2 0 −2 −4 −6 −8−7,0 %p−2,4 %p−1,1 %p+6,4 %p+6,8 %p+0,7 %p−0,9 %p+0,1 %p+0,3 %p+0,2 %p+0,1 %pSPDCDUGFLGrüneAfDFDPLinkeFWSonst.Anmerkungen:c Gemeinsam für Lünenh Freie Wähler Lüneni Fohrmeister, Hans-Georgj Rosenkranz, Helmutk God, Dieter | Ratswahl 13.09.2020 LünenWahlbeteiligung: 41,1 % 403020100 33,9 %22,1 %14,4 %13,8 %6,8 %3,5 %3,2 %1,9 %0,3 %0,2 %0,1 % SPDCDUGFLcGrüneAfDFDPLinkeFWhSonst.iSonst.jSonst.kGewinne und Verlusteim Vergleich zu 2014 %p 8 6 4 2 0 −2 −4 −6 −8−7,0 %p−2,4 %p−1,1 %p+6,4 %p+6,8 %p+0,7 %p−0,9 %p+0,1 %p+0,3 %p+0,2 %p+0,1 %pSPDCDUGFLGrüneAfDFDPLinkeFWSonst.Anmerkungen:c Gemeinsam für Lünenh Freie Wähler Lüneni Fohrmeister, Hans-Georgj Rosenkranz, Helmutk God, Dieter | Ratswahl 13.09.2020 LünenWahlbeteiligung: 41,1 % 403020100 33,9 %22,1 %14,4 %13,8 %6,8 %3,5 %3,2 %1,9 %0,3 %0,2 %0,1 % SPDCDUGFLcGrüneAfDFDPLinkeFWhSonst.iSonst.jSonst.kGewinne und Verlusteim Vergleich zu 2014 %p 8 6 4 2 0 −2 −4 −6 −8−7,0 %p−2,4 %p−1,1 %p+6,4 %p+6,8 %p+0,7 %p−0,9 %p+0,1 %p+0,3 %p+0,2 %p+0,1 %pSPDCDUGFLGrüneAfDFDPLinkeFWSonst.Anmerkungen:c Gemeinsam für Lünenh Freie Wähler Lüneni Fohrmeister, Hans-Georgj Rosenkranz, Helmutk God, Dieter | Ratswahl 13.09.2020 LünenWahlbeteiligung: 41,1 % 403020100 33,9 %22,1 %14,4 %13,8 %6,8 %3,5 %3,2 %1,9 %0,3 %0,2 %0,1 % SPDCDUGFLcGrüneAfDFDPLinkeFWhSonst.iSonst.jSonst.kGewinne und Verlusteim Vergleich zu 2014 %p 8 6 4 2 0 −2 −4 −6 −8−7,0 %p−2,4 %p−1,1 %p+6,4 %p+6,8 %p+0,7 %p−0,9 %p+0,1 %p+0,3 %p+0,2 %p+0,1 %pSPDCDUGFLGrüneAfDFDPLinkeFWSonst.Anmerkungen:c Gemeinsam für Lünenh Freie Wähler Lüneni Fohrmeister, Hans-Georgj Rosenkranz, Helmutk God, Dieter | Ratswahl 13.09.2020 LünenWahlbeteiligung: 41,1 % 403020100 33,9 %22,1 %14,4 %13,8 %6,8 %3,5 %3,2 %1,9 %0,3 %0,2 %0,1 % SPDCDUGFLcGrüneAfDFDPLinkeFWhSonst.iSonst.jSonst.kGewinne und Verlusteim Vergleich zu 2014 %p 8 6 4 2 0 −2 −4 −6 −8−7,0 %p−2,4 %p−1,1 %p+6,4 %p+6,8 %p+0,7 %p−0,9 %p+0,1 %p+0,3 %p+0,2 %p+0,1 %pSPDCDUGFLGrüneAfDFDPLinkeFWSonst.Anmerkungen:c Gemeinsam für Lünenh Freie Wähler Lüneni Fohrmeister, Hans-Georgj Rosenkranz, Helmutk God, Dieter | Sitzverteilung nach der Ratswahl in Lünen am 13. September 2020Insgesamt 56 Sitze - Linke: 2 - SPD: 19 - Grüne: 8 - CDU: 12 - FW Lünen: 1 - FDP: 2 - GFL: 8 - AfD: 4 | Sitzverteilung nach der Ratswahl in Lünen am 13. September 2020Insgesamt 56 Sitze - Linke: 2 - SPD: 19 - Grüne: 8 - CDU: 12 - FW Lünen: 1 - FDP: 2 - GFL: 8 - AfD: 4 | Sitzverteilung nach der Ratswahl in Lünen am 13. September 2020Insgesamt 56 Sitze - Linke: 2 - SPD: 19 - Grüne: 8 - CDU: 12 - FW Lünen: 1 - FDP: 2 - GFL: 8 - AfD: 4 |

Nach Austritt eines Ratsmitgliedes aus der GFL im Oktober 2020 (zukünftig fraktionslos) hat die GFL im Rat der Stadt Lünen nur noch sieben Sitze.
Nach Austritt von zwei Ratsmitgliedern aus der AfD im Oktober 2021 (zukünftig lt. Antrag eine eigene Fraktion bildend) hat die AfD im Rat der Stadt Lünen nur noch zwei Sitze.

#### Ergebnisse der Kommunalwahlen seit 1975
In der Liste werden nur Parteien und Wählergemeinschaften aufgeführt, die mindestens 1,95 Prozent der Stimmen bei der jeweiligen Wahl erhalten haben.
| Jahr     | SPD  | CDU  | GFL1 | Grüne2 | Linke | FDP | UWG/FWL | Statt-Partei | AfD |
| -------- | ---- | ---- | ---- | ------ | ----- | --- | ------- | ------------ | --- |
| 1975     | 54,4 | 39,3 |      |        |       | 5,4 |         |              |     |
| 1979     | 55,4 | 39,8 |      |        |       | 4,1 |         |              |     |
| 1984     | 53,7 | 35,0 |      | 09,5   |       | 1,6 |         |              |     |
| 1989     | 55,1 | 32,5 |      | 09,9   |       | 2,6 |         |              |     |
| 1994     | 52,4 | 37,1 |      | 09,7   |       |     |         |              |     |
| 1999     | 44,0 | 45,9 |      | 05,4   |       | 2,1 |         | 2,6          |     |
| 020043   | 43,2 | 37,2 |      | 09,3   |       | 5,1 |         | 5,0          |     |
| 2009     | 36,8 | 23,9 | 13,1 | 11,3   | 5,3   | 6,0 | 2,4     | 1,3          |     |
| 2014     | 40,9 | 24,5 | 15,5 | 07,4   | 4,1   | 2,8 | 1,8     |              |     |
| [00]2020 | 33,9 | 22,1 | 14,4 | 13,8   | 3,2   | 3,5 | 1,9     |              | 6,8 |

Fußnoten
1GFL: Gemeinsam für Lünen 2Grüne: 1984 und 1989: Grüne, ab 1994: B’90/Grüne 32004: Statt Partei: 4,97 %

### Bürgermeister und Oberbürgermeister
| Partei | Kandidat                          | Stimmen | %      |
| --- | --------------------------------- | ------- | ------ |
| SPD | Schmeltzer, Rainer                | 10.864  | 40,9 % |
| | Kleine-Frauns, Jürgen             | 09.767  | 36,7 % |
| CDU | Tölle, Christoph                  | 04.341  | 16,3 % |
| FW Lünen | Gottwald, Sascha                  | 01.624  | 06,1 % |
| Gültige Stimmen | Gültige Stimmen                   | 26.596  |        |
| Ungültige Stimmen | Ungültige Stimmen                 | 00.641  |        |
| Stimmen Insgesamt | Stimmen Insgesamt                 | 27.237  |        |
| Wahlberechtigte / Wahlbeteiligung | Wahlberechtigte / Wahlbeteiligung | 66.291  | 41,1 % |
| Bürgermeisterwahl 13.09.2020 LünenWahlbeteiligung: 41,1 % 50403020100 40,9 %36,7 %16,3 %6,1 % SPDaSonst.bCDUcFW LünendAnmerkungen:a Schmeltzer, Rainerb Kleine-Frauns, Jürgenc Tölle, Christophd Gottwald, Sascha |                                   |         |        |

| Partei | Kandidat                  | Stimmen | %      |
| --- | ------------------------- | ------- | ------ |
| | Kleine-Frauns, Jürgen     | 10.282  | 51,1 % |
| SPD | Schmeltzer, Rainer        | 09.824  | 48,9 % |
| Gültige Stimmen | Gültige Stimmen           | 20.106  |        |
| Ungültige Stimmen | Ungültige Stimmen         | 00.215  |        |
| Stimmen Insgesamt | Stimmen Insgesamt         | 20.321  |        |
| Wahlberechtigte Insgesamt | Wahlberechtigte Insgesamt | 66.247  | 30,7 % |
| Bürgermeisterstichwahl 27.09.2020 LünenWahlbeteiligung: 30,7 % 6050403020100 51,1 %48,9 % Sonst.aSPDbAnmerkungen:a Kleine-Frauns, Jürgenb Schmeltzer, Rainer |                           |         |        |

#### Historische Entwicklung und vollständige Darstellung
Die Lüner Familie Bielefeldt stellte im 17. und 18. Jahrhundert mehrere Bürgermeister und Ratsherren. Seitdem wurde Lünen von verschiedenen (Ober-)Bürgermeistern und (Ober-)Stadtdirektoren durch seine Entwicklungsgeschichte geleitet. Eine vollständige Liste, inkl. der historischen und aktuellen Positionen sowie auch der aktuellen Stellvertreter des amtierenden Bürgermeisters, findet sich auf der Liste von Persönlichkeiten der Stadt Lünen.

#### Bürgermeister 1979 bis 1999
- 1979–1989: Hans-Werner Harzer, SPD
- 1989–1994: Kurt Denkert, SPD
- 1994–1999: Christina Dörr-Schmidt, SPD

#### Hauptamtliche Bürgermeister ab 1999
- 1999–2015: Hans Wilhelm Stodollick, SPD (1999 und 2004 ohne Unterstützung seiner Partei gewählt)
- 2015−0000: Jürgen Kleine-Frauns (2020 ohne Unterstützung einer Partei wiedergewählt)

### Wappen, Flagge und Banner
| Wappen der Stadt Lünen, Kreis Unna | Blasonierung: „In Gold (Gelb) ein doppelschwänziger roter Löwe.“ |
| Wappen der Stadt Lünen, Kreis Unna | Wappenbegründung: Am 2. Dezember 1949 wurde der Stadt zuletzt das Recht zur Führung eines Wappens vom nordrhein-westfälischen Innenminister verliehen. Damit wird das am 28. Januar 1911 durch den preußischen König Wilhelm II. verliehene Wappen weiter verwendet, allerdings war der Löwe einschwänzig und im Oberwappen führte die Stadt eine dreitürmige Mauerkrone. |

Im Wappen und in der Flagge des Kreises Unna, dem Lünen angehört, befindet sich ebenfalls ein roter Löwe mit einem Schweif, allerdings mit einem zusätzlichen Schachbalken.
Die Frage, warum das Stadtwappen einen roten Löwen im goldenen Felde führt, ist nicht eindeutig zu beantworten. Es kann auf den Sachsenherzog Heinrich den Löwen zurückgeführt werden, der bis 1180 Landesherr war (seine Residenzstadt Braunschweig hat ein ähnliches Wappen). Es könnte aber auch auf die Grafen von Altena-Mark zurückgehen, die dem Ort 1341 das Stadtrecht verliehen. Allerdings fehlt im Lüner Wappen der in den meisten märkischen Städten anzutreffende charakteristische Schachbalken, und dagegen spricht ferner, dass das älteste Stadtsiegel von 1320 bereits aus der Zeit vor der Neugründung der Stadt durch den märkischen Grafen im Jahr 1341 stammt (die erste Gründung erfolgte 1279). Als eine weitere Deutungsmöglichkeit wird erwogen, es als ein sogenanntes redendes Wappen aufzufassen, unter der Annahme, dass der Name der Stadt Lünen von dem lateinischen Wort leo = ‚Löwe‘ abzuleiten sei.
„Die Flagge ist Rot-Gelb geteilt mit dem Stadtwappen in der Mitte.“ Diese einfache Fassung entstammt der Hauptsatzung: „Die Flagge der Stadt enthält in zwei Streifen gleicher Breite die Farben rot (oben) und gelb (unten).“ Daneben wird auch noch ein Banner mit Wappen im oberen Drittel oder ohne Wappen geführt.

Hissflagge mit Wappen
Hissflagge ohne Wappen
Banner mit Wappen
Banner ohne Wappen
Wappen der ehem. Gemeinde Niederaden
Wappenentwurf für die ehem. Gemeinde Altluenen

### Städtepartnerschaften
Lünen listet folgende sechs Partnerstädte auf:
- Zwolle, Niederlande (Hansestadt) (seit 1. Oktober 1963)[29]
- Salford, Vereinigtes Königreich (seit 25. März 1966)[29] (früher: Swinton and Pendlebury)
- Panevėžys, Litauen (seit 2. März 1990)[29]
- Demmin, Deutschland (seit 18. März 1991)[29]
- Kamień Pomorski (Cammin), Polen (seit 5. Mai 2000, Patenschaft seit 21. September 1952)[29][30]
- Bartın, Türkei (seit 25. Mai 2011)[31]

1952 übernahm die Stadt Lünen die Patenschaft über die pommersche Stadt Cammin.

## Kultur und Sehenswürdigkeiten

### Bauwerke

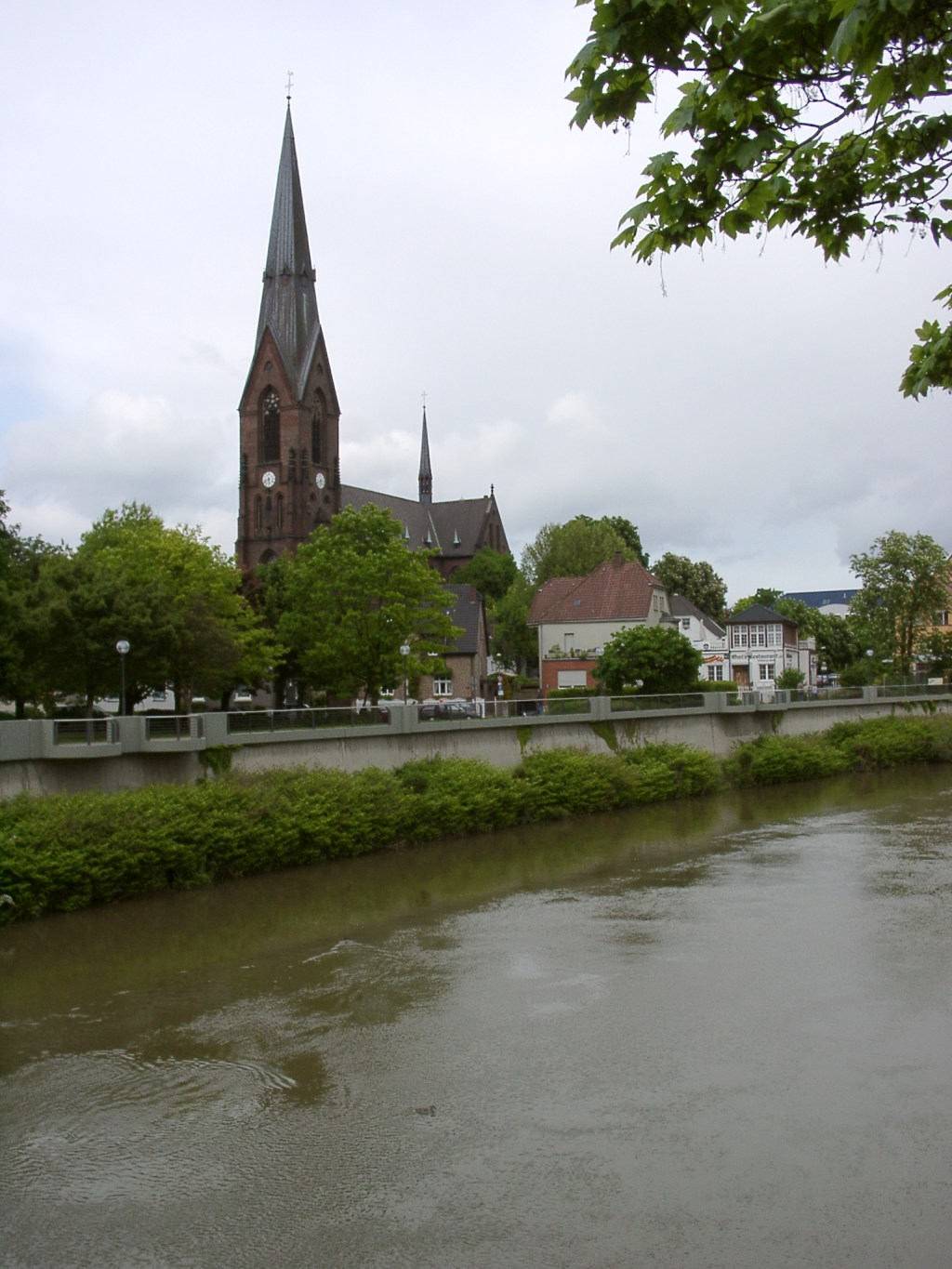
St.-Marien-Kirche, im Vordergrund die Lippe

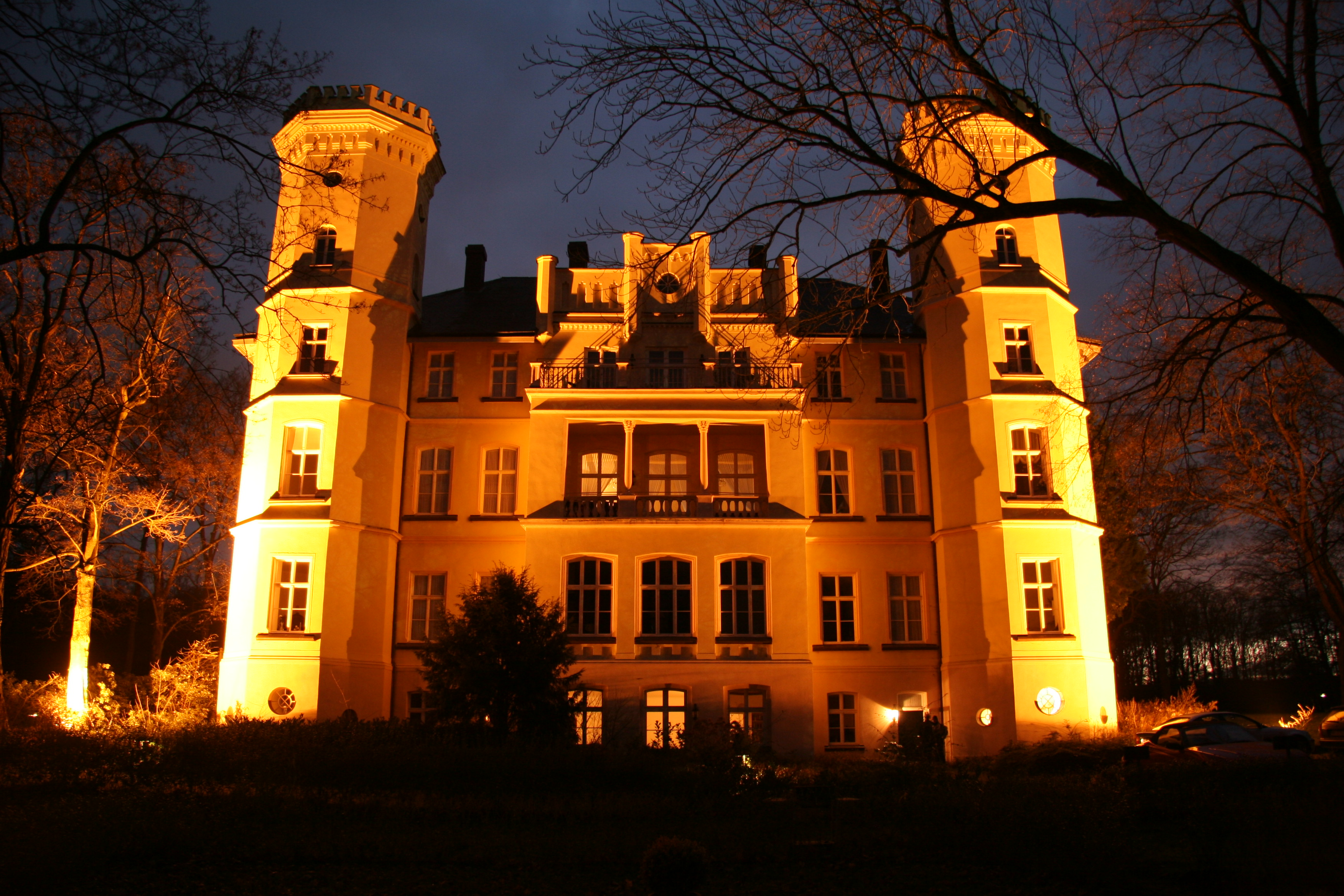
Schloss Schwansbell

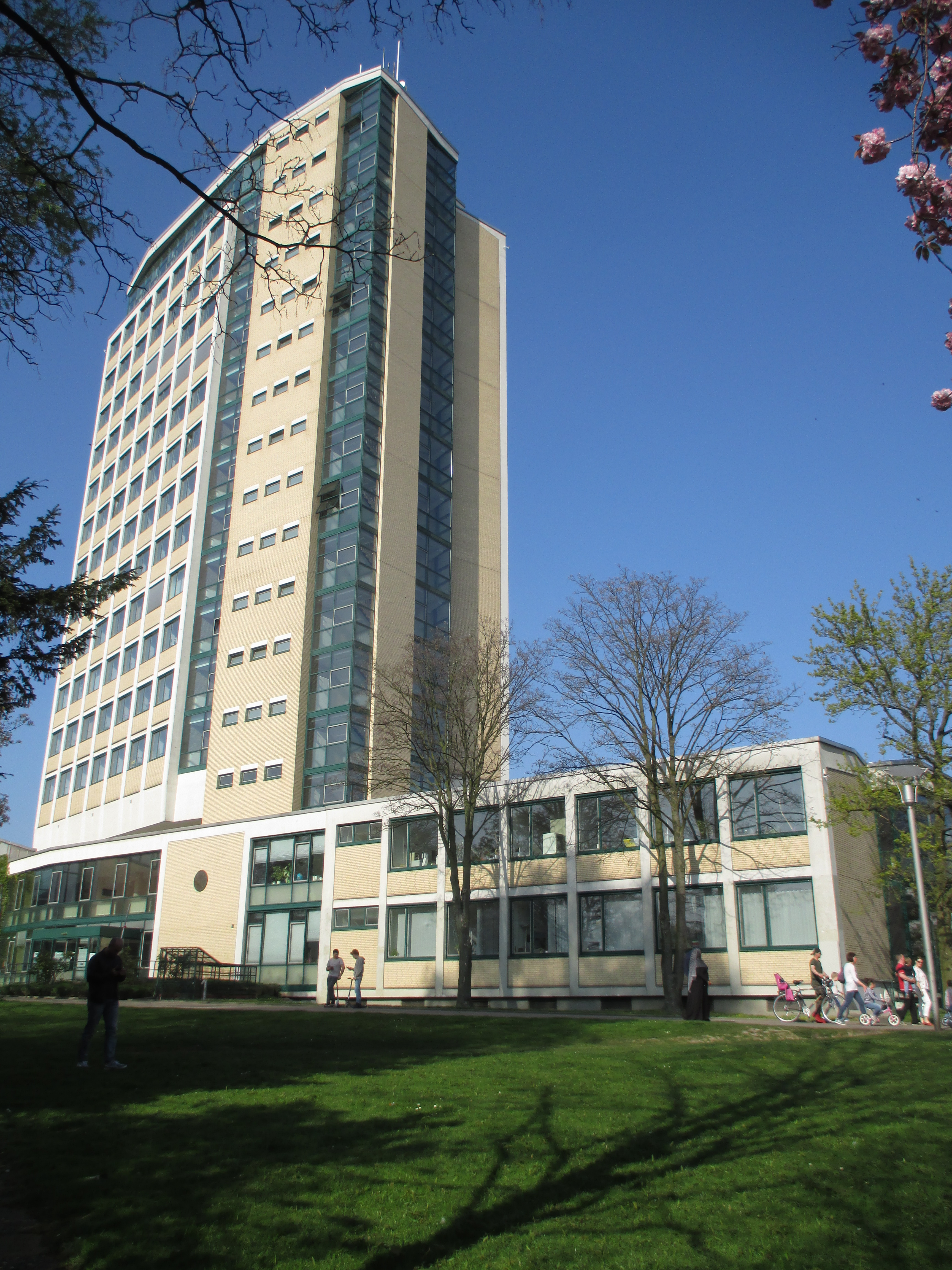
Rathaus der Stadt Lünen (2017)

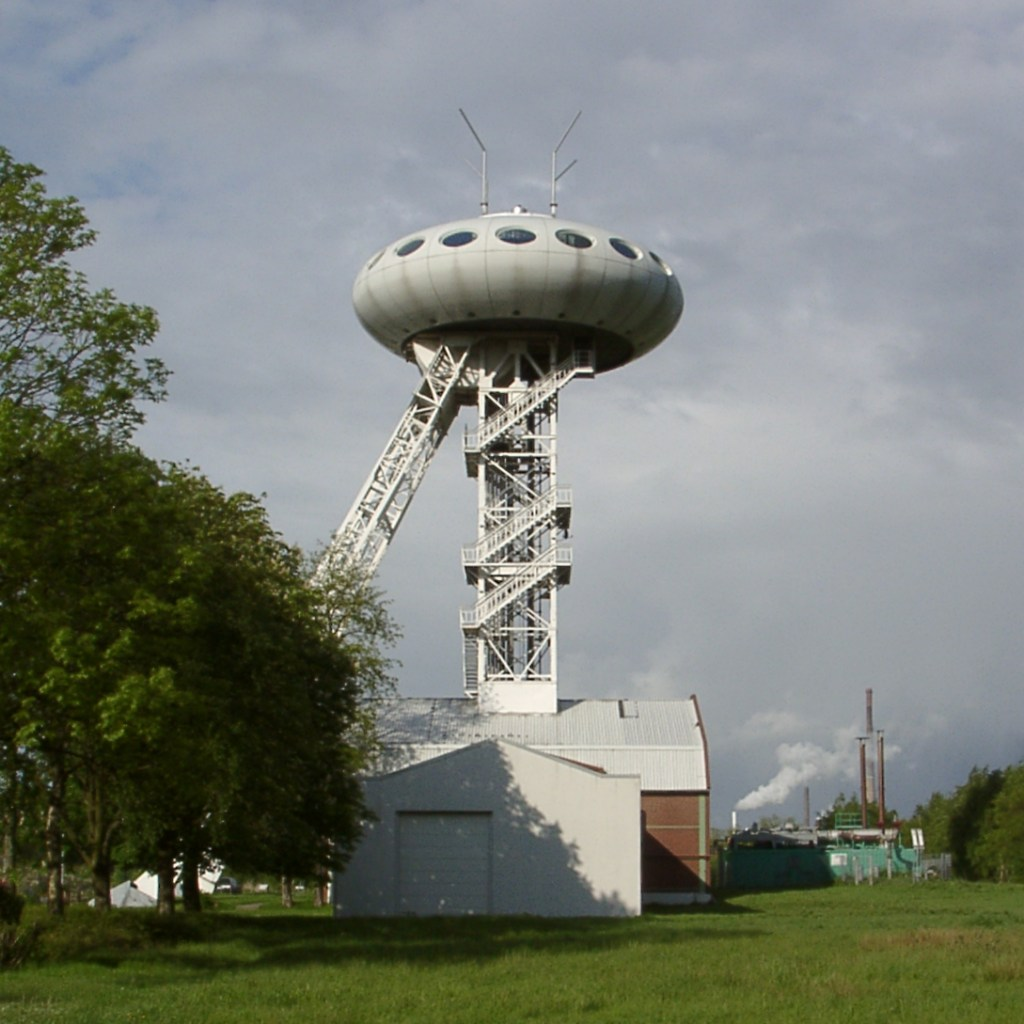
Colani-UFO im Technologiezentrum

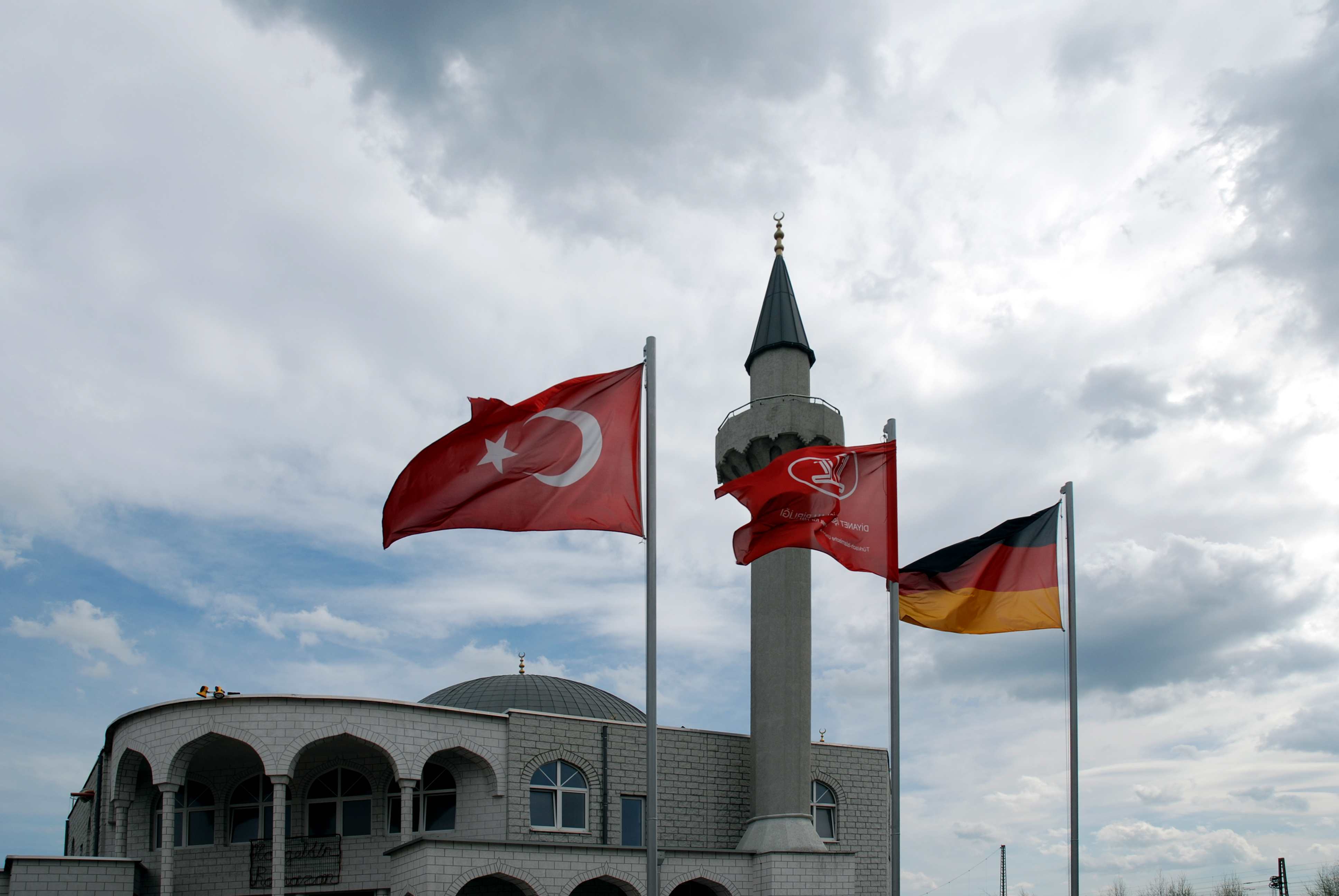
Selimiye-Moschee

- Evangelische Stadtkirche St. Georg: spätgotische Hallenkirche (vollendet 1366, Deckengemälde Sündenfall und Jüngstes Gericht um 1520, Altar aus dem Umkreis des Liesborner Meisters, Taufstein, Leuchterengel und Sakramentshäuschen gotisch, Orgel und Orgelempore barock)
- Katholische Pfarrkirche St. Marien: Es handelt sich um eine neugotische kreuzförmige Basilika mit Westturm. Der Chor wurde 1896 geweiht. Die damalige Ausstattung ist heute nur noch in Teilen erhalten. Aus dem mittelalterlichen Vorgängerbau wurden mehrere Stücke übernommen, darunter der um 1270 gefertigte Taufstein, ein zylindrischer Behälter mit Szenen aus dem Alten und Neuen Testament. Der Taufstein stellt ein schönes Beispiel des Überganges der Romanik zur Gotik dar. Weiterhin sehenswert sind das Triumphkreuz des 14. Jahrhunderts und zwei Madonnenstatuen aus Sandstein, vermutlich aus der zweiten Hälfte des 13. Jahrhunderts. Besonders zu erwähnen ist das um 1260 entstandene „Gnadenbild/Wallfahrtsbild“. Dabei handelt es sich um eine ca. 41 cm hohe Eichenholzplastik, die eine sitzende Maria mit dem Jesuskind zeigt. Sehenswert sind auch die Säulen im Bereich des Turmes, die dem Vorgängerbau entnommen sind.
- Trotz der Vernichtung zahlreicher Gebäude während der seit Anfang bis Mitte der 1960er-Jahre durchgeführten Stadtsanierung sind im historischen Ortskern bis heute mehrere sehenswerte Fachwerkbauten erhalten geblieben. Die frühesten stammen aus dem 17. Jahrhundert.[32] Als ältestes erhaltenes Fachwerkhaus Lünens gilt der Roggenmarkt 3. Das dreigeschossige Dielenhaus wurde laut Inschrift 1600 errichtet.[33] Ein weiteres Dielenhaus befindet sich in der Silberstraße 3, das von 1664 stammt. Zusammen mit dem Nachbarhaus Silberstraße 5 bildet es eine reizvolle Baugruppe. Ein stimmungsvolles Straßenbild mit einfachen traufständigen Fachwerkbauten zeigt die Mauerstraße am südlichen Rand der Altstadt. Hier steht auch das 1651 entstandene Gadem Mauerstraße 93: Das schmale Traufenhaus wurde unmittelbar an der Stadtmauer erbaut, die dabei als Rückwand genutzt wurde. Nach dem Abbruch derselben (um 1800) musste diese in Fachwerk ersetzt werden.[34] Aus derselben Zeit wie die Mauerstraße 93 dürfte das als Doppelwohnhaus erstellte Gadem Ringstraße 4/6 stammen.
- Schlossmühle in Lippholthausen (errichtet 1760)
- Spieker in Niederaden: barockes Gartenhaus des ehemaligen adligen Hauses Oberfelde/Aden aus dem späten 18. Jahrhundert
- Schloss Schwansbell
- Ziethenstraße: typische Zechenkolonie des 19. Jahrhunderts
- Freiherr-vom-Stein-Gymnasium (übergeben 1931): denkmalgeschützter Backsteinbau der Neuen Sachlichkeit; Architekten: D. & K. Schulze, Dortmund; Bezüge zur kubistischen Strömung des niederländischen Expressionismus, speziell zu Willem Marinus Dudok, dessen Dr. H. Bavinckschool in Hilversum als Vorbild für die Dortmunder Architekten gelten darf
- Das denkmalgeschützte, imposante Rathaus der Stadt Lünen (Architekten Rausch und Stein – übergeben am 5. Oktober 1960 durch Willy Brandt) mit einem Paternosteraufzug (nicht mehr für die Öffentlichkeit freigegeben). Im Europäischen Kulturerbejahr 2018 erhielt das Rathaus die Auszeichnung und die Plakette „Big Beautiful Building“ (BBB). Rein optisch ist es das Wahrzeichen von Lünen und der Mittelpunkt des kommunalen Geschehens.
- Geschwister-Scholl-Gesamtschule Lünen (übergeben 1962): Schulbau im organischen Baustil; Architekt: Hans Scharoun, der u. a. auch die Berliner Philharmonie entwarf. Die denkmalgeschützte Schule wurde in den Jahren 2011 bis 2013 für rd. 8,5 Mill. EUR denkmalgerecht saniert. Im Europäischen Kulturerbejahr 2018 erhielt die Schule die Auszeichnung und die Plakette „Big Beautiful Building“ (BBB).
- „Ufo“: nach Plänen von Luigi Colani (1928–2019) umgestalteter Förderturm (Colani-Ei) der Zeche „Minister Achenbach“ im Technologiezentrum LÜNTEC in Lünen-Brambauer; mit Grubengasanlage
- Industriemonument Mohr-Kran: befindet sich an einem Kanalbecken des ehemaligen Preußenhafens am Datteln-Hamm-Kanal; wird durch eine Lichtinstallation illuminiert.
- Selimiye-Moschee Lünen: Sie wurde am 30. März 2008 nach neun Jahren Bauzeit in Anwesenheit der damaligen Landtagspräsidentin Regina van Dinther eröffnet. Zu diesem Zeitpunkt war sie die größte Moschee in Nordrhein-Westfalen. Die Moschee ist außen in türkisch-islamischer Form mit Minarett gestaltet.
- Sehenswert sind auch die denkmalgeschützte katholische Herz-Jesu-Kirche in Lünen-Mitte und die Herz-Jesu-Kirche in Lünen-Brambauer.
- Alte Kaffeerösterei, Lünen-Nord
- Persiluhr und Ochsengruppe auf früherem Handelsweg durch Lünen, letztere erstellt von dem Künstler Ernemann Sander.
- Die „erste Moschee“ in Lünen, der sogenannte „Teppich-Palast“ in der Marktstr. 2 (ggü. dem Cine-World), erbaut 1975 nach persischem Vorbild für den Teppichhändler Jamschid Giassi durch den Lüner Architekten Hubert M. Heitkamp.

Nördlich angrenzend an Lünen lädt auch das Schloss Cappenberg nebst der 900 Jahre alten Stiftskirche zur Besichtigung ein.
siehe auch: Liste von Kunstwerken im öffentlichen Raum in Lünen

### Museen

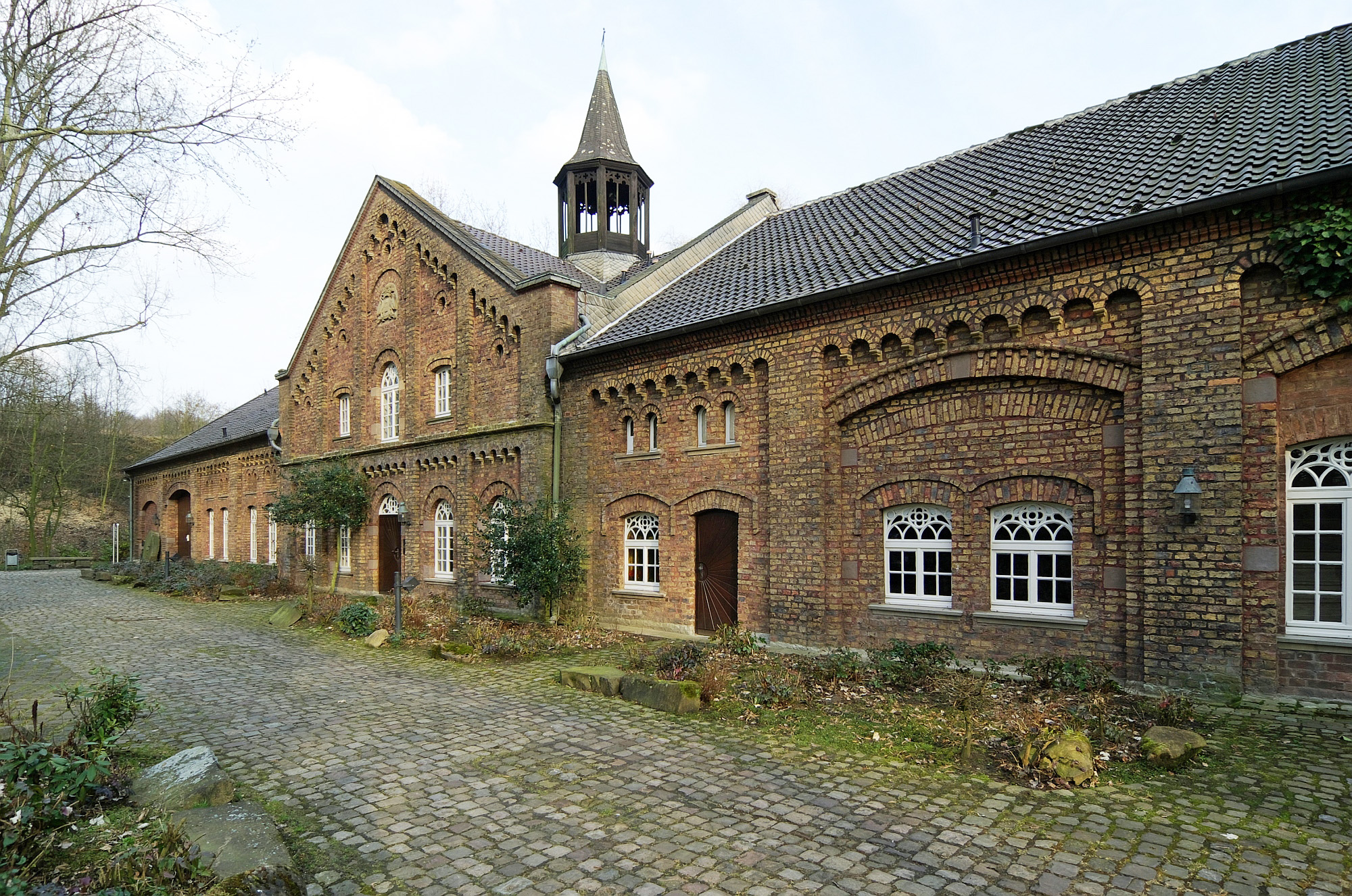
Museum der Stadt Lünen in Schwansbell

- Das Museum der Stadt Lünen zeigt Wohnkultur aus der Zeit zwischen 1830 und 1930, darunter eine originale Arbeiter-Wohnküche, eine Puppen- und Spielzeugsammlung, Öfen und Gusseisen, landwirtschaftliches Gerät sowie Handwerkergeräte (Schuhmacher, Holzschuhmacher, Bäcker, Schneider, Töpfer). Das Museum ist Teil der Route der Industriekultur – Sole, Dampf und Kohle. Das Museum war bis 2023 im Gesindehaus des Schlosses Schwansbell untergebracht. Seit Juli 2025 befindet es sich in der umgebauten und erweiterten Villa Urbahn in der Stadtmitte.
- Bergmannsmuseum in Lünen-Süd (geschlossen)
- Bergarbeiter-Wohnmuseum in Lünen-Brambauer

### Theater
Das Heinz-Hilpert-Theater mit 756 Plätzen wurde von 1956 bis 1958 nach Plänen von Gerhard Graubner erbaut und steht unter Denkmalschutz. Im Europäischen Kulturerbejahr 2018 erhielt das Theater die Auszeichnung und die Plakette „Big Beautiful Building“ (BBB). Im angrenzenden Hanse-Saal wird die Kunstsammlung Lüner Hansetuch gezeigt, eine internationale Gemäldesammlung repräsentativer zeitgenössischer Kunst aus vierzig europäischen Städten im Geiste der Hanse.

### Parks

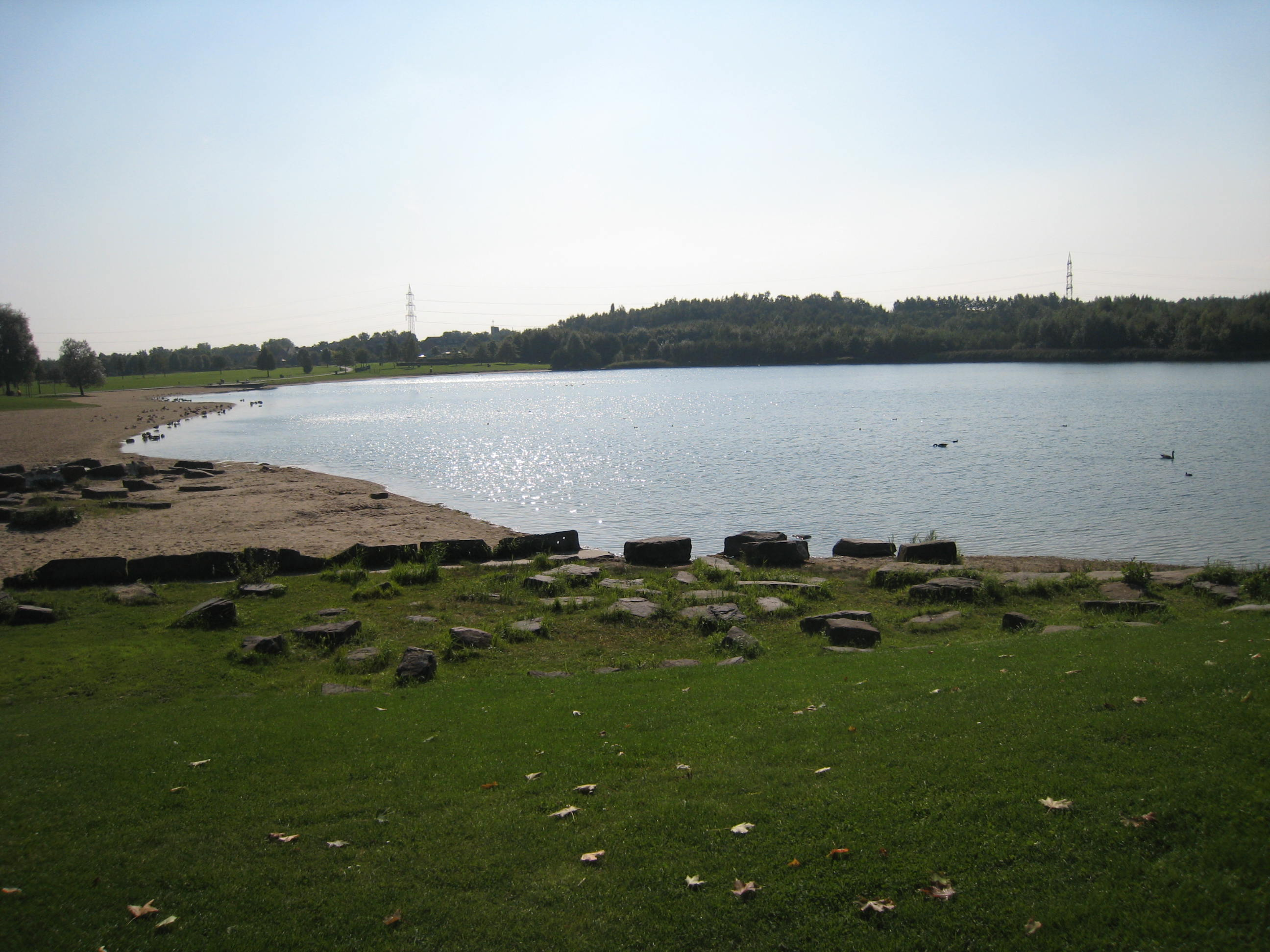
Strandbad am Horstmarer See

- Seepark Lünen, am Datteln-Hamm-Kanal und Horstmarer See gelegen. Dort fand 1996 die Landesgartenschau Lünen „LaGaLü“ statt. Thema der Landesgartenschau war weniger die gärtnerische Präsentation als vielmehr der Wiederaufbau von Landschaft, die infolge von Bergbaueinwirkungen und zivilisatorischen Deformationen verlorengegangen war. Kommunalpolitisch wurde das Ziel gleichwertiger Lebensverhältnisse in Lünen verfolgt, indem der „schlechte“ Süden aufgewertet und an die Wohn- und Lebensqualität des durch Bergbau nicht belasteten Nordens der Stadt angenähert werden sollte. Dies wurde jedoch nicht erreicht.
- Südpark im Ortsteil Lünen-Süd
- Volkspark im Ortsteil Brambauer
- Nordpark am Freibad im Ortsteil Brambauer
- Lippepark in Lünen-Mitte, an der Nordseite der Lippe zwischen Brücke Graf-Adolf-Straße und Konrad-Adenauer-Straße
- Erholungsgebiet Cappenberger See nebst Freibad im Ortsteil Nordlünen; zum nahegelegenen Schloss Cappenberg sind es nur ca. drei Kilometer.
- Tobiaspark mit altem evangelischen Friedhof in der Innenstadt (Nähe Lippebrücke Münsterstrasse)
- Volkspark Schwansbell; der Volkspark Schwansbell ist ein Erholungsort und beherbergt das Schloss Schwansbell. Im Park hat zudem der Fußballverein Lüner SV seine Heimat. Der Volkspark grenzt direkt an den Datteln-Hamm-Kanal und den Seepark im Süden und im Norden an die Kamener Straße.

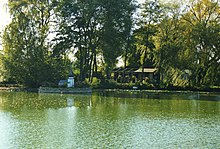
Cappenberger See

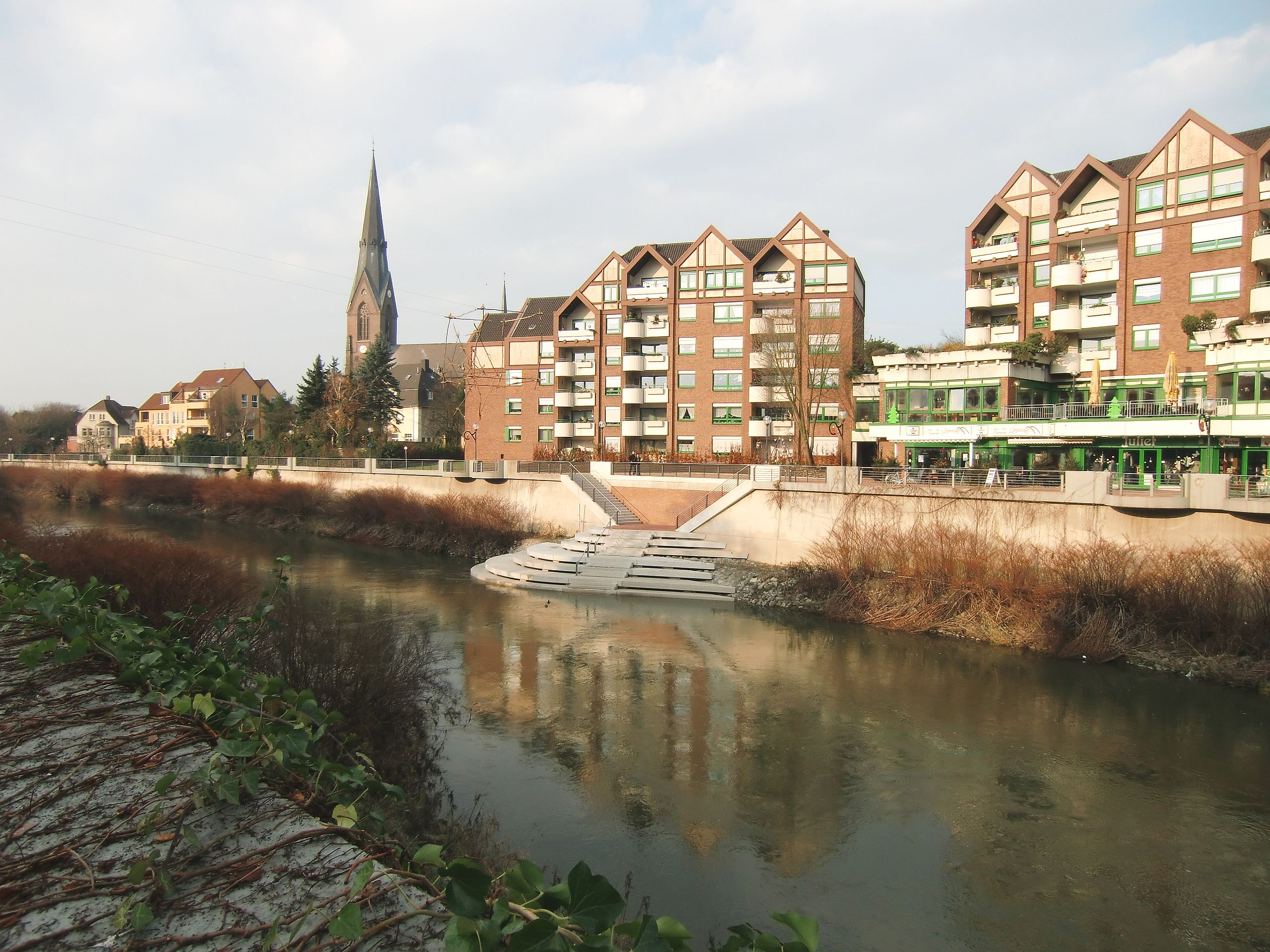
Lippe mit Sankt-Marien-Kirche

Für Natur- und Kulturfreunde bietet sich die Lüner Lippeaue an: ein barrierefreier Erlebnisrund- und Wanderweg mit sechzehn Erlebnisstationen, angefangen von der Schiffbarmachung der Lippe, über die Spuren aus der Zeit der Römer bis zur ehemaligen Gewerkschaft Eisenhütte Westfalia. Die Länge des Weges, der durch Naturschutzgebiete führt, beträgt ca. 17 km.
In Lünen gibt es 51 Naturdenkmäler, u. a. die zweistämmige Napoleonsbuche in Lünen-Gahmen.

### Naturschutzgebiete und Lüner Lippeaue
- Das Naturschutzgebiet Lippeaue von Wethmar bis Lünen endet östlich der Kurt-Schumacher-Straße.
- Das Naturschutzgebiet Lippeaue von Lünen bis Schleuse Horst liegt nordwestlich der Konrad-Adenauer-Straße.
- Das Naturschutzgebiet Welschenkamp liegt südwestlich der Kernstadt.
- Das Naturschutzgebiet Alstedder Mark liegt nur zum Teil auf Lüner Gebiet, der nördliche Teil liegt in Selm im Ortsteil Bork.
- Das Naturschutzgebiet In der Laake ist ein Feuchtgebietskomplex beidseits des Datteln-Hamm Kanals südlich von Beckinghausen.

### Regelmäßige Veranstaltungen
- „Neujahrskonzert“ mit der Neuen Philharmonie Westfalen im Heinz-Hilpert-Theater (Anfang Januar)
- ExtraSchicht-Teilnahme (2013 und 2014, ab 2015 keine Teilnahme mehr)
- „Lünsche Mess“ – Stadtfest und Kirmes seit 1980 – jährlich von Donnerstag bis zum zweiten Sonntag im September.
- „Brunnenfestival“: Jeweils im Juli wird der Willy-Brandt-Platz vor dem Rathaus zum größten Biergarten der Lippestadt umgestaltet.
- „Weinfest“ (jährlich im Juni)
- „Himmelfahrtskirmes“ (jährlich ab Christi Himmelfahrt in der City)
- „Jazz-Light“ (erstes Wochenende im November)
- „Internationales Naturfoto-Festival“ der Gesellschaft Deutscher Tierfotografen (GDT)
- Kinofest Lünen (Fest für deutsche Filme; jährlich im November)
- „Familien-Drachenfest“ (Anfang Oktober auf dem Segelfluggelände Lünen-Lippeweiden)
- „Brami“ Familienfest und verkaufsoffener Sonntag im Ortsteil Brambauer, der Brami Gemeinschaft e. V. (zwei Mal im Jahr)
- „Karnevalsumzug“ (jährlich im Ortsteil Lünen-Süd)
- „Oktoberfest“ (jährliches Straßen-Volksfest im Ortsteil Lünen-Süd, eine Woche nach der „Lünschen Mess“)
- „Der Nikolaus kommt“ und das „Fackelschwimmen“ auf der Lippe in der Stadtmitte (im Dezember)
- „Rock im Loch“ (Anfang September auf dem Gelände der früheren Landesgartenschau Lünen [„LaGaLü“])
- „Lüner Hanselauf“ (Ende September im Ortsteil Brambauer)
- „Obst- und Markttag“ (mit 3000 bis 4000 Fachbesuchern auf dem Hof Giesebrecht im Ortsteil Niederaden; jedes Jahr im Oktober)
- „Senioren-Sportfest – Fit & aktiv im Alter“ (im Wechsel mit Senioren- und Behindertenmesse, open-air-Veranstaltung, Sportanlage Schwansbell)
- „Sylvesterlauf für Jedermann“ an der Kampfbahn Schwansbell

### Lüner Kulturpreis
Die Stadt Lünen verleiht seit 2005 jährlich den mit 2500 Euro dotierten Kulturpreis der Stadt Lünen an Künstler, die in Lünen geboren sind, hier leben oder deren Leistung für die Stadt eine bedeutsame oder wesentliche Wirkung hat, „für herausragende Leistungen auf den Gebieten der Musik, Bildenden Kunst, Baukunst, Literatur, Fotografie und Film“. 2017 ist der mit 500 Euro dotierte Kulturförderpreis der Stadt Lünen für herausragende Talente hinzugekommen.
Bisherige Preisträger:
- Kulturpreis 2005: Mirijam Contzen
- Kulturpreis 2006: Klaus Nigge
- Kulturpreis 2007: Max Raabe
- Kulturpreis 2008: Reinhold Schröder
- Kulturpreis 2009: Catharina und Dieter Wagner
- Kulturpreis 2010: Mike Wiedemann
- Kulturpreis 2011: Manfred Kassner
- Kulturpreis 2012: Jutta Timpe
- Kulturpreis 2013: Uwe Gegenmantel
- Kulturpreis 2014: Joachim Simon
- Kulturpreis 2015: Andrzej Irzykowski
- Kulturpreis 2016: Bernhard Weiß
- Kulturpreis und Kulturförderpreis 2017: Michael Kupczyk und Julius Schepansky
- Kulturpreis und Kulturförderpreis 2018: Simone Prothmann, Siegfried Krüger und Marie Hirschberg[35]
- Kulturpreis 2019: Künstlerpaar Jürgen Larys und Susanne Hocke[36]
- Kulturpreis und Kulturförderpreis 2020: Hermann Nüdling[37] und Tillmann Sancken
- Kulturpreis und Kulturförderpreis 2021: Markus Wengrzik[38] und Marvin Moch
- Kulturpreis und Kulturförderpreis 2022: Dirk Husemann und Nico Wellers
- Kulturpreis und Kulturförderpreis 2023: Michael Wech und Kristin Patschinsky[39]
- Kulturpreis und Kulturförderpreis 2024: Jan N. Schmitt und Kevin Tigges für „Abgedreht! – Filmcrew Lünen“.[40] Förderpreis geht an die Musikerin Carola Mariß.[41]

## Wirtschaft und Infrastruktur

### Wirtschaft
Lünen ist eine ehemalige Bergbaustadt. Wichtige aktuelle Wirtschaftszweige und Firmen in Lünen sind folgende:
- Backwarenherstellung: Kanne
- Energieerzeugung: Biomassekraftwerk Lünen und das Steinkohlekraftwerk Lünen-Stummhafen
- Entsorgung & Recycling: Remondis (vormals Rethmann/Lippewerk) mit dem Biomassekraftwerk (BMK)
- Glasproduktion: Ardagh Glass Germany GmbH
- Kupferrecycling: Aurubis (vormals Hüttenwerke Kayser); seit 1916. Auf dem Gelände lagen im Zweiten Weltkrieg bis zu 2.000 Glocken, die eingeschmolzen werden sollten (Glockenfriedhof)
- Softwareentwicklung: itemis AG, Brockhaus AG
- Transport und Lagerung: Stadthafen Lünen GmbH
- Unterhaltungselektronik: Dream Multimedia GmbH
- Finanzwirtschaft: Sparkasse an der Lippe (Fusion der Sparkasse Lünen – Zweckverbandssparkasse der Städte Lünen und Selm – mit der Stadtsparkasse Werne am 1. Januar 2016)
- Catering: Stolzenhoff-Catering
- Gesundheit: Klinikum St.-Marien-Hospital, Lünen und Klinik am Park Lünen, Brambauer
- Sicherungen/Fuses: SIBA, Sicherungenbau
- Elektronik: EBG, Elektro-Bauelemente
- Elektro/Mensch-Roboter-Kollaboration: Fa. Jung
- IT-Technologie: Tarox

Ehemalige Unternehmen:
- Bergbauzulieferer: Caterpillar Inc. Bucyrus International (ehemals Deutsche Bergbau Technik (DBT) bzw. Gewerkschaft Eisenhütte Westfalia) (soll 2022 geschlossen werden)
- Kraftwerk Lünen: ehemaliges Steag-Kraftwerk (Abriss und Sprengung 2020/21)

Älteste Firma ist die 1690 vom Arzt und Apotheker Johann Philip Maul in der Innenstadt gegründete Adler-Apotheke, bis Anfang des 20. Jahrhunderts die einzige Apotheke in Lünen.
Nach dem Zweiten Weltkrieg produzierte die Firma Grewe & Schulte-Derne behindertengerechte Fahrzeuge, besonders für Körperversehrte.
Historische Bergbaustandorte sind zu Naherholungsgebieten (Landesgartenschaugelände 1996), oder zu Ansiedlungsflächen für Industrie, Gewerbe, Technologie und Wissenschaft (Minister Achenbach IV, Achenbach I/II mit dem Colani-Ei) geworden.
Einer der größten Arbeitgeber Lünens ist das St.-Marien-Hospital Lünen mit fast 1500 Mitarbeitern. Auf dem dortigen Krankenhausgelände ist der Rettungshubschrauber Christoph 8 stationiert.
Die Landesregierung NRW beschloss 2013, dass bis 2020 auf dem ehemaligen Zechengelände Viktoria I/II eine Klinik für Forensische Psychiatrie errichtet werden soll, wogegen sich die Stadt vehement wehrte und 2015 klagte. Dort sollen bis zu 150 Arbeitsplätze, davon 105 für die Pflege, entstehen. Das Verwaltungsgericht Gelsenkirchen hat die Klage der Stadt mit Urteil vom 28. März 2017 abgewiesen. Die Errichtung und Fertigstellung ist für das Jahr 2026 geplant.
Laut IT.NRW beträgt das durchschnittliche zu versteuernde Einkommen der Lüner Bürger 27.379 € p. a.; damit liegt Lünen auf Platz 387 von den 396 Gemeinden in Nordrhein-Westfalen (Stand 2010). Durchschnittlich beträgt es in NRW 33.199 €.
Mit einem durchschnittlichen verfügbaren Jahreseinkommen von 16.926 € (Stand 2013) liegt Lünen auf Platz 380 in NRW. Zwar ist das durchschnittliche verfügbare Einkommen der Lüner Bevölkerung im Jahr 2019 auf 19.150 € gestiegen (um ca. 13 Prozent gegenüber 2013), im Ranking von NRW ist Lünen jedoch wieder auf Platz 386 von 396 Gemeinden zurückgefallen.

### Öffentliche Einrichtungen

#### Schulen
- Grundschulen:
  - Schule am Heikenberg in Alstedde
  - Elisabethschule in Brambauer
  - Schule auf dem Kelm in Brambauer
  - Wittekindschule in Brambauer
  - Grundschule am Lüserbach in Horstmar mit einem weiteren Standort in Niederaden
  - Leoschule im Osterfeld
  - Osterfeldschule im Osterfeld
  - Viktoriaschule in Lünen-Nord
  - Overbergschule in Lünen-Süd mit einem weiteren Standort in Gahmen (früher Vinckeschule)
  - Kardinal-von-Galen-Schule in Nordlünen
  - Gottfriedschule in Wethmar
  - Matthias-Claudius-Schule in Wethmar
- Gymnasien:
  - Freiherr-vom-Stein-Gymnasium in Lünen-Mitte
  - Gymnasium Altlünen in Nordlünen, erbaut vom Architekten Harald Deilmann
- Realschulen:
  - Realschule Altlünen in Nordlünen
  - Ludwig-Uhland-Realschule in Horstmar
  - Städtische Realschule Brambauer
- Gesamtschulen:
  - Geschwister-Scholl-Gesamtschule in Lünen-Mitte, erbaut vom Architekten Hans Scharoun
  - Käthe-Kollwitz-Gesamtschule in Lünen-Süd
- Hauptschulen:
  - Heinrich-Bußmann-Schule im Osterfeld
  - Profilschule in Brambauer (ehemalige Achenbachschule)
- Förderschule:
  - Förderzentrum Nord in Lünen-Mitte (In der Geist) (Förderschwerpunkte Lernen sowie Emotionale und soziale Entwicklung, Sekundarstufe I)
- Berufsschulen
  - Lippe-Berufskolleg Lünen in Lünen-Mitte
  - TÜV-Nord College, Bildungszentrum Lünen in Brambauer

Zudem befinden sich in Lünen eine Volkshochschule und eine städtische Musikschule.

#### Hallenbad
Mitte September 2011 eröffnete das Lippe Bad nach rund dreijähriger Planungs- und Bauphase als eines der ersten Passivhaus-Hallenbäder Europas seine Pforten. Im Gegenzug wurden die anderen in die Jahre gekommenen vier Hallenbäder Lünens geschlossen, teilweise abgerissen und die wertvollen Grundstücke vermarktet.
Im Park von Schloss Bellevue in Berlin wurde das Lippe Bad am 5. und 6. Juni 2012 als zukunftsweisendes Projekt bei der „Woche der Umwelt“ präsentiert.

### Verkehr
An das überregionale Verkehrsnetz ist Lünen durch den Datteln-Hamm-Kanal und die Autobahn A 2 Oberhausen-Hannover-Berlin angeschlossen. Die nächstgelegenen Flughäfen sind die Flughäfen Dortmund und Münster/Osnabrück.

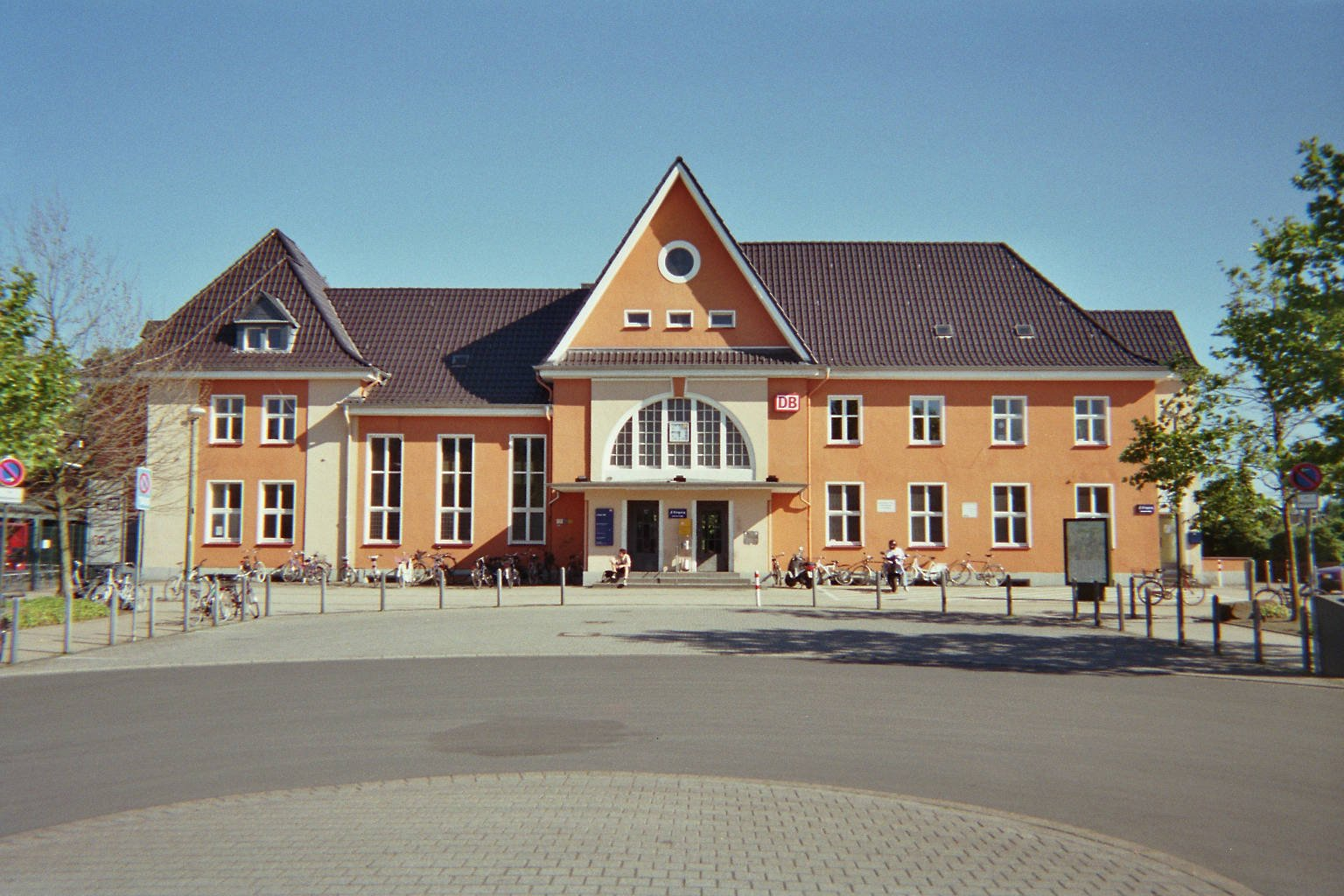
Lünen Hauptbahnhof

Die Eisenbahnstrecken Preußen–Münster – ab Lünen bis Münster eingleisig – und Dortmund–Gronau verlaufen durch das Stadtgebiet. Am Hauptbahnhof von Lünen in der Nähe der Stadtmitte und dem Bahnhof Preußen in Horstmar halten Regionalbahnen der Linien RB 50 „Der Lüner“ (bis Dezember 2009 „Der Lünener“) und RB 51 „Westmünsterland-Bahn“. Die RB 50 verkehrt stündlich zwischen Dortmund und Münster; sie wird durch die private Bahngesellschaft Eurobahn betrieben. Die RB 51 fährt halbstündlich zwischen Dortmund und Lünen und stündlich zwischen Dortmund und Enschede. Sie wurde bis Dezember 2011 von der Prignitzer Eisenbahn GmbH und wird seitdem von der DB Regio AG, Region NRW betrieben. Auf dieser Strecke verkehren ICE-Züge zwischen Dortmund und Münster und weiter nach Hamburg im Stundentakt. Der Fernverkehr hält aber nicht in Lünen. Lünen liegt auch an der hier regulär nur von Güterzügen befahrenen Hamm-Osterfelder Bahn (Hamm–Oberhausen) mit dem stillgelegten Bahnhof Lünen Süd.
Durch Lünen verlaufen die folgenden Bundes- (B) und Landesstraßen (L):
- Die B 54 beginnt an der niederländischen Grenze bei Gronau und verläuft über Münster, den Ascheberger Ortsteil Herbern und Werne nach Lünen. Dann führt sie, ca. fünf Kilometer lang vereint mit der B 236, weiter über Dortmund, Siegen und Limburg a. d. Lahn nach Wiesbaden.
- Die B 236 beginnt in Olfen an der Abzweigung von der B 235. Sie durchquert Selm, führt durch Lünen und, ca. fünf Kilometer lang vereint mit der B 54, weiter über Dortmund bis zu ihrem Zielort Münchhausen in Hessen.
- Die L 511 beginnt im Oberhausener Ortsteil Osterfeld. Sie verläuft hauptsächlich in West-Ost-Richtung über Bottrop, Gladbeck, Gelsenkirchen, Recklinghausen, den Süden Dattelns, Waltrop und Brambauer bis zur B 54 im Dortmunder Stadtteil Brechten.
- Die L 556 beginnt an der B 54 (Ecke der Kurt-Schumacher-Straße mit der Viktoria- und der Kamener Straße). Sie verläuft in südlicher Richtung über Lünen-Süd und Dortmund-Asseln bis zur B 234 in Aplerbeck.
- Die L 654 beginnt im Essener Stadtteil Steele. Von Mengede kommend, durchquert sie Brambauer in West-Ost-Richtung. Unmittelbar südlich des Datteln-Hamm-Kanals trifft sie auf die B 54, mit der sie bis zur Kreuzung mit der Kurt-Schumacher-Straße zusammen verläuft, und führt, dem früheren Verlauf der B 61 folgend, weiter über Kamen bis nach Pelkum.
- Die L 684 beginnt an der L 556 am Lindenplatz. Sie führt nach Süden durch Gahmen direkt ins Dortmunder Stadtzentrum. Teile dieser Strecke trugen früher die Bezeichnung B 236.
- Die L 736 beginnt östlich des Lüner Stadtzentrums an der L 654. Sie durchquert die Bergkamener Stadtteile Heil und Rünthe und führt nach Hamm.
- Die L 810 beginnt in der Lüdinghausener Bauerschaft Ermen an der L 835. Sie führt über Nord- und Südkirchen sowie durch den Selmer Ortsteil Cappenberg. Schließlich endet sie in Lünen-Nord an der B 236.
- Die L 821 beginnt im Bergkamener Stadtteil Heil. Sie verläuft hauptsächlich in Nord-Süd-Richtung durch Oberaden, den Kamener Stadtteil Methler, den Unnaer Stadtteil Massen und Holzwickede nach Aplerbeck bis zur B 234. Nur für wenige hundert Meter führt sie im Ortsteil Niederaden durch das Lüner Stadtgebiet.

Auf einem Großteil der Lüner Straßen in bewohnten Gebieten besteht eine Geschwindigkeitsbegrenzung auf 30 km/h, auch auf Bundesstraßen.
Das Stadtgebiet wird von Stadtbuslinien erschlossen, die den Zentralen Omnibusbahnhof (ZOB) am Hauptbahnhof und die Haltestelle „Persiluhr“ in der Fußgängerzone mit den einzelnen Ortsteilen sowie den Dortmunder Stadtteilen Eving und Lanstrop verbinden. Drei Schnellbus-Linien verkehren von Lünen über Werne nach Hamm (S 10), über Bergkamen nach Hamm (S 20) und über Weddinghofen und Kamen nach Unna (S 40). Weiterhin bestehen eine Direktbus-Verbindung nach Selm (D 19) sowie mehrere Regionalbus-Verbindungen nach Oberaden (R 11), Bergkamen (R 12) und Lüdinghausen über Selm (R 19). Fast alle Buslinien werden von der Verkehrsgesellschaft Kreis Unna betrieben. Nachts bestehen Busverbindungen innerhalb des Stadtgebietes sowie nach Dortmund (N 10), Werne über Bergkamen (N 11) und Selm (N 19). Zusätzlich verkehren in Brambauer die Stadtbahn-Linie U 41 der Dortmunder Stadtwerke nach Hörde (Clarenberg) sowie Busse der Dortmunder Stadtwerke nach Mengede (Linie 474) und der Vestischen Straßenbahnen nach Waltrop (Linie 284).
In der Vergangenheit bestanden auch Straßenbahnverbindungen über Derne nach Eving (stillgelegt 1936) sowie von Brambauer über Waltrop nach Meckinghoven (stillgelegt 1957).

## Sport

### Fußball
Der 1945 gegründete Fußballverein Lüner SV spielt 2023/24 in der Westfalenliga Staffel 2. Die größten Erfolge feierte der Lüner SV in den 60er- und 70er-Jahren in der Regionalliga, der damals zweithöchsten Spielklasse. Außerdem wurde der Lüner SV 1963 Westfalenmeister und später Westdeutscher Meister. Der Lüner SV spielt in der „Kampfbahn Schwansbell“ (ca. 10.000 Plätze), die sich südöstlich der Innenstadt in unmittelbarer Nähe von Schloss Schwansbell befindet. Die Kampfbahn selbst hat einen Naturrasenplatz, während direkt nebenan ein Kunstrasenplatz zur Verfügung steht.
Zweiter bekannter Lüner Fußballclub ist der BV Brambauer aus dem Ortsteil Brambauer, der 1962 Vizewestfalenmeister wurde. Im Jahre 2007 fusionierte der BV Brambauer mit dem FC Brambauer 45 zum BV Brambauer-Lünen. Dieser spielte in der Saison 2013/14 in der Westfalenliga Gruppe 2. Der BV Brambauer-Lünen spielt in der „Glückauf-Arena“ (ca. 3.500 Plätze). Das Stadion befindet sich im westlichen Ortsteil Brambauer und ist mit einem Kunstrasenplatz ausgestattet.
Weitere Lüner Fußballvereine:
- SV Blau-Weiß Alstedde 1920 Fußball e. V. (Blau-Weiß-Arena, Kunstrasen)
- TuS Westfalia Wethmar e. V. (Sportanlage am Cappenberger See, Kunstrasen)
- BV Lünen 05 e. V. (Sportplatz Moltkestraße, Kunstrasen)
- SG Gahmen 24/74 e. V. (Sportplatz Kaubrügge, Asche)
- VfB Lünen e. V. (Sportanlage Dammwiese, Kunstrasen), (erster Verein von Timo Konietzka; ehemaliger Spieler von Borussia Dortmund und Schütze des ersten Bundesligatores)
- SV Preußen 07 Fußball e. V. (Sportanlage Alter Postweg, Kunstrasen)
- TuS Jugendbund Niederaden e. V. (Sportplatz Lünen-Niederaden, Naturrasen + Asche)
- FC Brambauer 2012 e. V. (Sportplatz Zum Karrenbusch, Asche)

Ehemalige Lüner Fußballvereine:
- SC Gahmen 24 (1985 fusioniert mit Eintracht Gahmen 74 zu SG Gahmen 24/74 e. V.)
- Eintracht Gahmen 74 (1985 fusioniert mit SC Gahmen 24 zu SG Gahmen 24/74 e. V.)
- FC Lünen 74 e. V. (Spielbetrieb 2010 eingestellt)
- FC Brambauer 45 e. V. (2007 fusioniert mit BV Brambauer-Lünen 13/45 e. V.)
- FC Sundern (fusioniert mit VfL Beckinghausen und FC Beckinghausen zur SG Beckinghausen/Sundern 75, 2007 mit SG Hansa Altlünen zur SG Hansa Beckinghausen/Sundern 75)
- VfL Beckinghausen (fusioniert mit FC Sundern und FC Beckinghausen zur SG Beckinghausen/Sundern 75, 2007 mit SG Hansa Altlünen zur SG Hansa Beckinghausen/Sundern 75)
- FC Beckinghausen (fusioniert mit FC Sundern und VfL Beckinghausen zur SG Beckinghausen/Sundern 75, 2007 mit SG Hansa Altlünen zur SG Hansa Beckinghausen/Sundern 75)
- SG Beckinghausen/Sundern ’75 e. V. (2007 fusioniert mit SG Hansa Altlünen zur SG Hansa Beckinghausen/Sundern 75 e. V.)
- SG Hansa Altlünen (2007 fusioniert mit SG Beckinghausen/Sundern 75 e. V. zur SG Hansa Beckinghausen/Sundern 75 e. V.)
- SG Hansa Beckinghausen/Sundern 75 e. V. (Spielbetrieb 2009 eingestellt)
- FSG Drubbel e. V.
- Türkspor Lünen 87/91 e. V.
- ATC Lünen-Brambauer (vormals Brambauer Türkgücü. Vom Verband 2010 wegen Zahlungsrückständen ausgeschlossen)[44]
- SC Lünen 13 (Spielbetrieb 2014 eingestellt)[45]

### Wasserball
Der Wasserballverein SV Brambauer 50 e. V. spielte bis 2009 in der 1. Bundesliga. 2010 gewann er die westdeutsche Meisterschaft. Das Team verzichtete jedoch auf den Aufstieg.

### Tischtennis
Die Tischtennisabteilung der SG ara Lünen war mit einer Herrenmannschaft in der Saison 1988/89 in der 2. Bundesliga vertreten.

### Billard
Der 1. PBC Brambauer, ein Vorgängerverein des 1. PBC Lünen 78/09 spielte mehrere Jahre in der 1. Poolbillard-Bundesliga und gewann 1999 den Deutschen 8-Ball-Pokal.

### Tennis
Der TV Altlünen 1956 e. V. richtete bis 2006 50-mal das „Internationale Pfingst-Pokalturnier“ aus. Das gut dotierte Turnier (64er-Feld) fand in den letzten Jahren ausschließlich als Damenturnier statt. Das letzte Turnier gewann Tatjana Maria, geb. Malek, welche in Wimbledon 2022 das Halbfinale erreichte.
Die Herrenmannschaft 60+ der Tennisgemeinschaft Gahmen e. V. spielt seit 2013 in der Regionalliga West.
Mit renommierten ausländischen Spielern gelang ihr 2015 die Erringung der Westdeutschen Meisterschaft, welche zur Teilnahme an der Endrunde um die Deutsche Mannschaftsmeisterschaft 2015 im September in Hamburg berechtigte.
In der Endrunde unterlag die TG Gahmen im Spiel um den Dritten Platz gegen den TC Aschheim.
Am 4. September 2016 wurde die Tennisgemeinschaft Gahmen mit ihrer Mannschaft 60+ in Eschborn Deutscher Mannschaftsmeister 2016. Sie schlug im Endspiel den Vorjahresdritten TC Aschheim; nach den Einzelspielen führte die TG Gahmen durch eine geschlossene Mannschaftsleistung uneinholbar mit 5 : 1, die Doppel wurden nicht mehr ausgespielt.
Am 1. Juli 2017 wurde die TG Gahmen durch einen Sieg über den TC Rot-Weiß Hangelaer ungeschlagen Westdeutscher Meister. Die Endrunde um die Deutsche Mannschaftsmeisterschaft der Herren 60 fand am 2. und 3. September 2017 auf der Tennisanlage in Gahmen statt. Gegner waren der TC Lörrach, Der Club an der Alster (Hamburg) und der TC Aschheim. Spitzenspieler bei der TG Gahmen war der Tennisweltmeister 55+ und 60+, der Australier Glenn Busby.
Auch die Herren 65+ der TG Gahmen schafften durch einen 4:2-Sieg am 14. Juli 2017 über den Tennisverein Hattingen den Aufstieg in die Regionalliga, der höchsten deutschen Spielklasse für Senioren. Verbunden damit war der Westfalenmeister-Titel.
Deutscher Mannschafts-Meister 2017 wurde die TG Gahmen, Herren 60, am 3. September 2017 durch einen 5:1-Sieg über den Club an der Alster, Hamburg. Die Doppelpaarungen wurden nicht mehr ausgespielt.
Am 2. September 2018 wurde die TG Gahmen, Herren 60, durch einen 5:4-Erfolg über den TC GW Luitpold München zum dritten Mal hintereinander Deutscher Mannschaftsmeister.
Im September 2021 gewann die TG Gahmen mit einem 5:1-Sieg über den TC Luitpoldpark München in der Altersklasse 65 zum vierten Mal den Deutschen Mannschaftsmeistertitel.

### Kanurennsport
Bei Olympischen Spielen, Welt- und Europameisterschaften errangen Kanuten des Kanu- und Ski-Clubs e. V. Lünen hervorragende Medaillenplätze, wie Theo Kleine oder Jule Hake.

### Discgolf
Der Discgolf-Park wurde 2007 von der Stadt Lünen auf Anregung von Hartmut Wahrmann (Weltmeister 1997) und Michael Stiller (Turnier-Spieler) als weiteres Freizeitangebot für den Seepark in Lünen-Horstmar eingerichtet. Er ist mit 26 festinstallierten Bahnen der größte Kurs in Deutschland und ist das ganze Jahr über kostenfrei bespielbar.

### Flugsport
Auf dem westlich des Stadtzentrums gelegenen Segelfluggelände Lünen-Lippeweiden betreibt die Flugsportgruppe Lünen unter anderem Segelflug und Modellflug. Im Vordergrund stehen dabei die Ausbildung neuer Piloten, Gastflüge, Kunstflüge sowie Streckensegelflüge. Seit mittlerweile über 30 Jahren dient der Flugplatz als Austragungsort des alljährlichen Sparkassen-Familiendrachenfestes mit mehr als 60.000 Besuchern.

## Persönlichkeiten
Zu den bekannten in Lünen gebürtigen oder anderweitig mit der Stadt Lünen verbundenen Persönlichkeiten gehören Personen aus der Religion (wie beispielsweise Georg Spormecker, Theologe und Chronist), Personen der Wirtschaft (wie Caspar Diedrich Wehrenbold, ein Unternehmer und Mitgründer der Gewerkschaft Eisenhütte Westfalia), aber auch Personen aus Kunst und Kultur sowie Militär, Sport, Wissenschaft und Politik. Eine vollständige Liste, inklusive Bürgermeister und Ehrenbürger, findet sich im Hauptartikel.

## Trivia
Lünen hat auch ein ihm gewidmetes Lied, Der Lüner Wind, zu dem das Lüner Ehepaar Elli und Ferdinand Wegerich den Text schrieb. Der Refrain des vierstrophigen Werkes lautet „Das ist der Wind, Wind, Wind, der Lüner Wind, der wird noch wehen, wenn wir längst nicht mehr sind.“ Es war bereits 1981 auf einer Porträt-Schallplatte über Lünen enthalten.